# سلفاتور روزا
سلفاتور روزا (بالايطالية: Salvator Rosa) (20 يوليو 1615-15 مارس 1673) كان رسامًا وشاعرًا وصانع طباعة إيطاليًا على الطراز الباروكي، وكان نشطًا في نابولي وروما وفلورنسا. كرسام، تم وصفه بأنه «غير تقليدي» بالإضافة إلى كونه «متمردًا دائمًا»  ورومانسيًا أوليًا.

## وقت مبكر من حياة الفنان
ولد روزا في ضواحي نابولي في 20 يونيو 1615. والدته كانت جوليا جريكا روزا، وهي عضو في إحدى العائلات اليونانية في صقلية. حثه والده فيتو أنطونيو دي روزا، الذي كان يعمل مساحاً للأرضيات، على أن يصبح محامياً أو كاهناً، وأدخله إلى دير آباء سوماشي. ومع ذلك، أظهر سالفاتور تفضيله للفنون وعمل سراً مع عمه صديقه الرسام باولو جريكو للتعرف على الرسم. سرعان ما انتقل إلى وصاية صهره فرانشيسكو فراكانزانو، والذي كان تلميذاً للرسام الباروكي الكبير خوسيه دي ريبيرا. تزعم بعض المصادر أنه قضى وقتًا في العيش مع قطاع الطرق المتجولين. توفي والده في السابعة عشرة من عمره. كانت والدته فقيرة ولديها خمسة أطفال على الأقل ووجد سالفاتور نفسه بدون دعم مالي ويتطلع رب الأسرة إليه للحصول على الدعم.

## سيرة ذاتية
واصل روزا التدريب المهني، مما ساعده على إكمال لوحاته التي تخص المعارك. في هذا الاستوديو، قيل أن الرسام الباروكي الكبير جيوفاني لانفرانكو انتبه لعمله، ونصحه بالانتقال إلى روما،  حيث مكث فيها من عام 1634 حتى 1636. بالعودة إلى نابولي، بدأ في رسم المناظر الطبيعية المؤرقة، المليئة بالنباتات، أو الشواطئ المتعرجة والجبال والكهوف. كان روزا من أوائل من رسموا مناظر طبيعية «رومانسية»، مع تحول خاص للمشاهد الخلابة، غالبًا ما تكون مضطربة ووعرة يسكنها الرعاة، واللصوص، والبحارة، والجنود. تم بيع هذه المناظر الطبيعية المبكرة بثمن بخس من خلال تجار خاصين. عاد إلى روما في 1638-1639 ، حيث جعله الكاردينال فرانشيسكو ماريا برانكاتشيو، أسقف فيتربو. رسم روزا أول لوحة له وأحد لوحاته المذابة القليلة، لوحة «شكوك توماس». بينما كان لدى روزا عبقرية سهلة في الرسم، اتبع مجموعة متنوعة من الفنون: الموسيقى والشعر والكتابة والحفر وحتى والتمثيل. في روما، أصبح صديقًا لبيترو تيستا وكلود لورين. خلال مسرحية كرنفالية رومانية، كتب وعمل في مسرحيات الماسك، حيث كانت شخصيته تتجول حول روما وهي توزع الوصفات الساخرة لأمراض الجسم وعلى الأخص أمراض العقل. كذلك ندد ضد الكوميديا الهزلية التي تم تمثيلها في مقاطعة تراستيفيري تحت إشراف الفنان جان لورينزو برنيني.

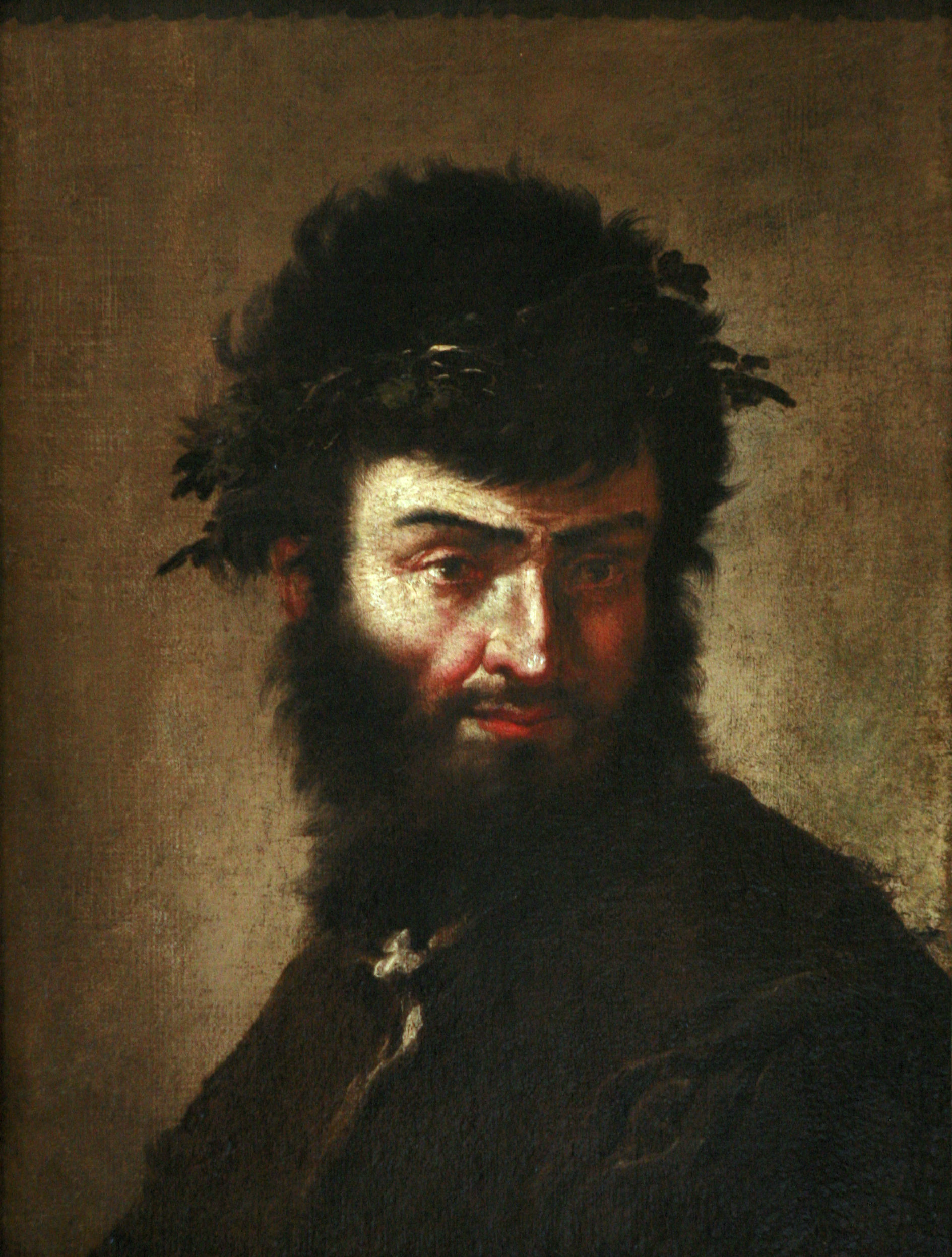
صورة ذاتية 1645 (متحف الفنون الجميلة في ستراسبورغ)

بينما كانت مسرحياته ناجحة، أكسبه هذا النشاط أيضًا أعداء أقوياء بين الرعاة والفنانين، بما في ذلك برنيني نفسه، في روما. حوالي عام 1640 ، قبل دعوة من جيوفاني كارلو دي ميديشي للانتقال إلى فلورنسا، حيث مكث فيها حتى عام 1649. بمجرد وصوله إلى هناك، قام روزا برعاية مجموعة من الاستوديوهات والصالونات من الشعراء والكتاب المسرحيين والرسامين - بما يسمى أكاديميا دي بيركوسي (أكاديمية المنكوبين).
يشير مقطع في إحدى مقالاته الساخرة إلى أنه تعاطف مع تمرد عام 1647 بقيادة ماسانييلو (كان صيادًا إيطاليًا أصبح قائد الثورة ضد حكم إسبانيا هابسبورغ في نابولي عام 1647.) - الذي رسم صورته، وإن لم تكن من الحياة على الأرجح. أدى فن روزا العاصف وسمعته باعتباره متمرد إلى ظهور أسطورة شعبية - تم سردها في سيرة روزا للسيرة الذاتية لروزا والتي نشرتها ليدي مورغان (روائية أيرلندية) في عام 1824 - بأن روزا عاش مع عصابة من قطاع الطرق وشارك في انتفاضة نابولي ضد الحكم الإسباني. على الرغم من أن هذه الأنشطة لا يمكن دمجها بسهولة في التواريخ المعروفة لمسيرته المهنية.

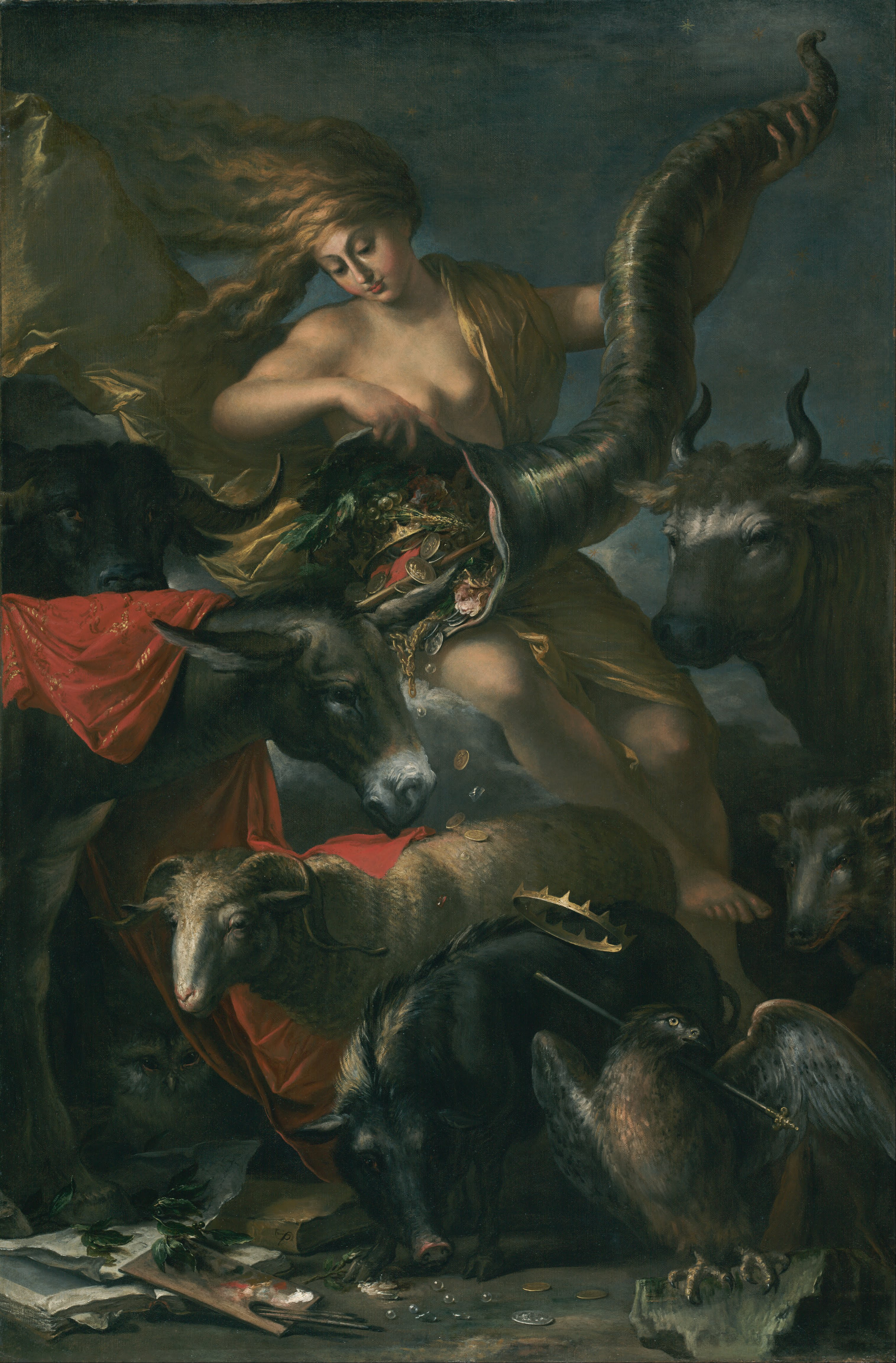
"تمثيل الثروة" (1658) بريشة سلفاتور روزا، تمثل فورتونا، إلهة الحظ، مع بوق الوفرة. متحف جيه بول جيتي في ماليبو ، كاليفورنيا.

تعتبر لوحة "تمثيل الثروة" واحدة من أهم أعماله. أثار هذا العمل الأخير عاصفة من الجدل بين السلطات الدينية والمدنية، بحيث تصور أللوحة إدانة ساخرة للمحكمة البابوية. وفقًا للناقد الفني برايان سيويل، «لا يمكن إساءة تفسير الهدف الحقيقي من اللوحة الساخرة.»  حذر أصدقاء روزا بعد مشاهدتهم ألوحة على انفراد، بكون لا ينبغي عليه عرضها علانية لأنها كانت تمثل هجومًا ساخرًا على البابا ألكسندر السابع ورعاياه. ولكنه رفض ذلك وعُرضت اللوحة عام 1659 في البانثيون، روما، مما أدى تقريبًا إلى سجن روزا وحرمانه كنسياً. فقط تدخل شقيق البابا، الدون ماركو شيغي وأنقذه. في النهاية، اقتنع روزا بضرورة تقديم شرح للصورة. ووفقًا للكاتب الفني جيمس إلميس «بين روزا أن خنازيره لم تكن من رجال الكنيسة، وبغاله يتظاهر بأطفاله، وحميره هم نبلاء الرومان، وطيوره ووحوشه، هم الطغاة الحاكمين في إيطاليا.»  كان هذا هو الوقت الذي كتب فيه روزا هجاء اسمه بابل. أكسبته انتقاداته لثقافة الفن الروماني العديد من الأعداء. نشأ ادعاء بأن مقالاته الهجائية المنشورة ليست ملكه، لكن روزا أنكر بشدة التهم الموجهة إليه. قد يكون من الممكن أن يكون أصدقاء الأدب في فلورنسا وفولتيرا قد دربوه حول موضوع هجاءه، بينما بقيت مؤلفاته مع ذلك ملكه. لتفنيد منتقديه، كتب آخر سلسلة من الهجاء بعنوان «الحسد».

## أخر سنوات الفنان
بينما كان روزا منشغل بسلسلة من الصور الساخرة، تعرض للاستسقاء. مات بعد نصف عام. في سنواته الأخيرة تزوج من فتاة من فلورنسا تدعى لوكريزيا،  أنجب منها ولدين، قبره في كنيسة سانتا ماريا في روما، حيث تم وضع صورة له. نجح سالفاتور روزا، بعد صراع شبابه المبكر، في كسب ثروة رائعة. لقد كان رسامًا بارزًا، وله سلسلة من المطبوعات الصغيرة للجنود ذات شعبية كبيرة ومؤثرة. وكان من بين تلاميذه الرسام إيفانجليستا مارتينوتي من مونفيراتو وشقيقه فرانشيسكو. من بين لوحات سنواته الأخيرة، شاول وساحرة إندور ووساحة المعركة الآن في متحف اللوفر، تم رسم الأخيرة في 40 يومًا، مليء بالمذابح الطويلة، والسفن المحترقة.

## أرث وتأثير

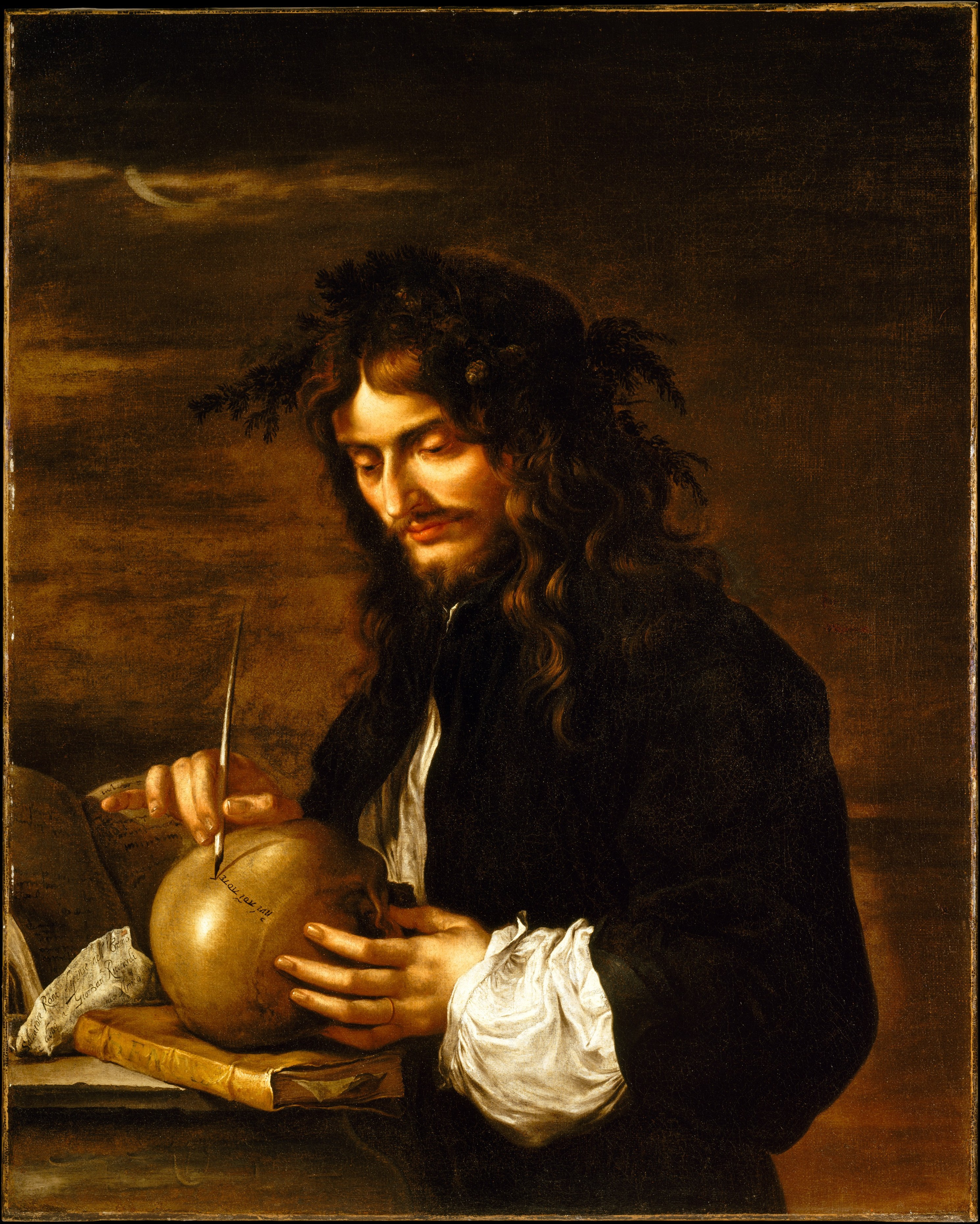
صورة ذاتية 1646

خلال حياة روزا ألهم عمله أتباعه مثل جيوفاني جيسولفي، لكن تأثيره الدائم كان على التطور اللاحق للتقاليد الحركة الرومانسية في الرسم. من بين فناني القرن الثامن عشر المتأثرين بروزا أليساندرو ماجناسكو وأندريا لوكاتيلي وجيوفاني باولو بانيني. يحب روزا العبير عن قدراته الإبداعية بشكل أكثر وضوحًا. بصورة عام، في المناظر الطبيعية، تجنب المناطق الريفية الهادئة والرعوية مثل لوحات كلود لورين وبول بريل، وخلق تخيلات حزينة وغارقة في الأنقاض واللصوص وقطاع الطرق. بحلول القرن الثامن عشر، لوحظت التناقضات بين روزا وفنانين مثل كلود. أوضحت قصيدة لجيمس طومسون عام 1748 بعنوان «قلعة الكسل» ما يلي: «ضوء لورين تلامس مع تدرج اللون / أو روزا المتوحش، أو تعلم رسم بوسان».
في الوقت الذي كان فيه الفنانون في كثير من الأحيان مقيدين بشدة من قبل الرعاة، كان روزا يتمتع بشجاعة من الاستقلال. رفض روزا الرسم بالعمولة أو الاتفاق على السعر مسبقًا، واختار رعاياه بدقة. على حد تعبيره، «أرسم.. فقط من أجل إرضائي الشخصي. أحتاج إلى أن ينتقلني الحماس ولا يمكنني استخدام فرشاتي إلا عندما أكون في حالة من النشوة.»  أصبحت أعمال هذه الروح العاصفة مقضلة لفناني الحركة الرومانسية من أمثال هنري فوسيلي. ويشير معرض حديث لأعمال الرسام الإنكليزي تيرنر، في متحف برادو في مدريد، إلى التأثير الكبير لأسلوب روزا على تيرنر، في مناظره الطبيعية. أكد معرض أعمال روزا الذي أقيم في معرض دولويتش للصور بلندن في عام 2010 على غرابة لوحة روزا وموضوعاتها، مما أظهر حماسه لـ «قطاع الطرق، والبرية والسحر».

## أللوحات

مناظر طبيعية, 1639-1645
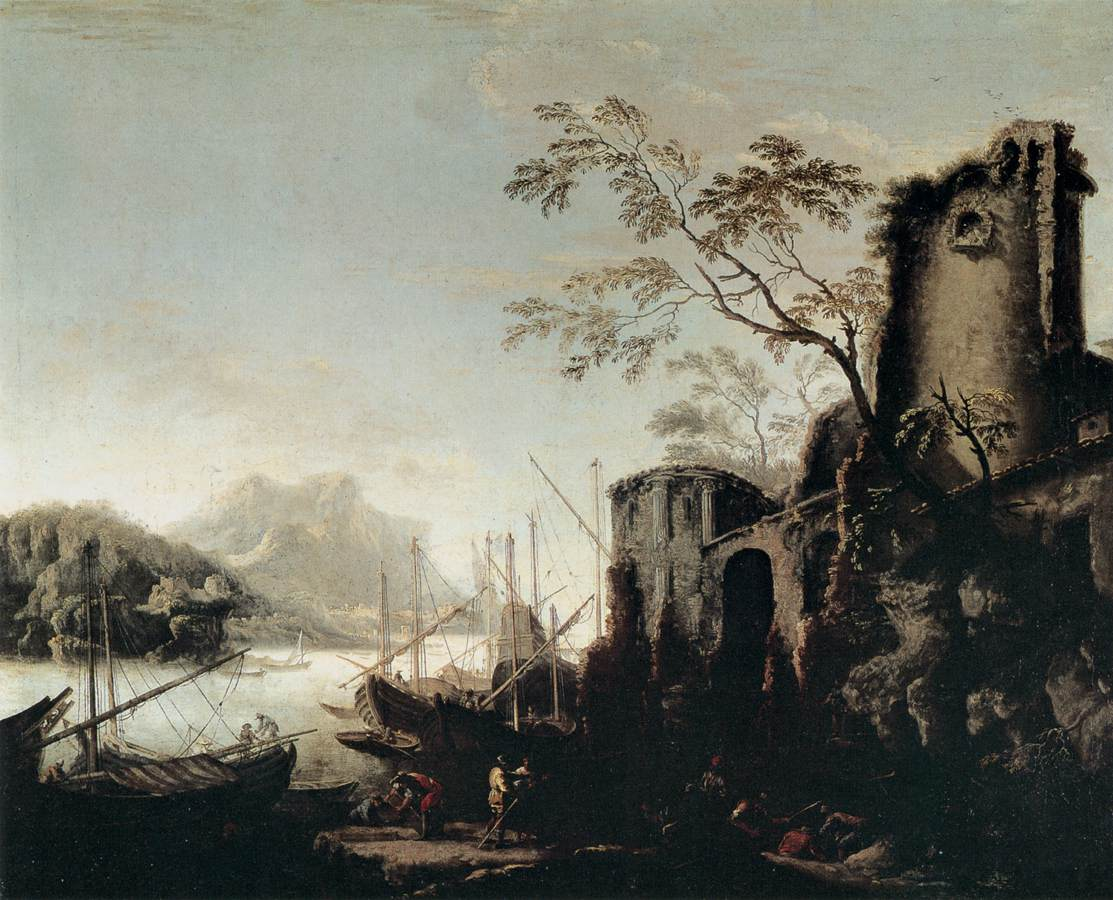
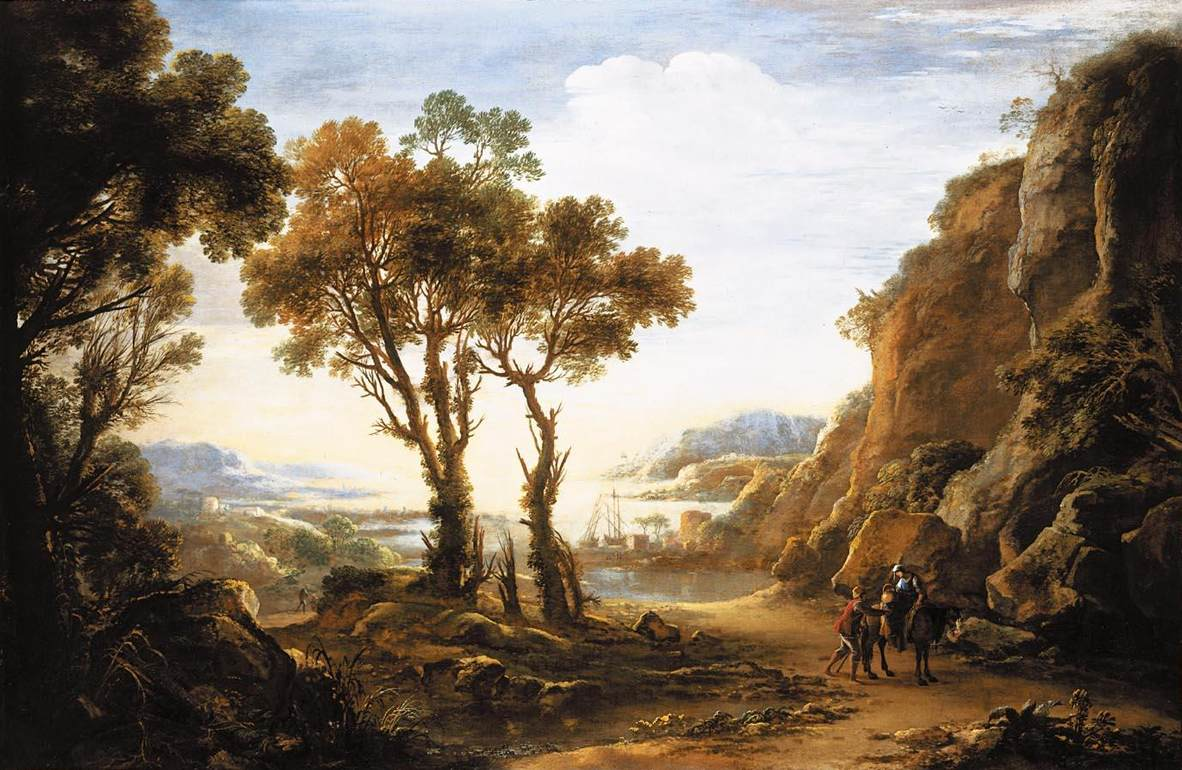
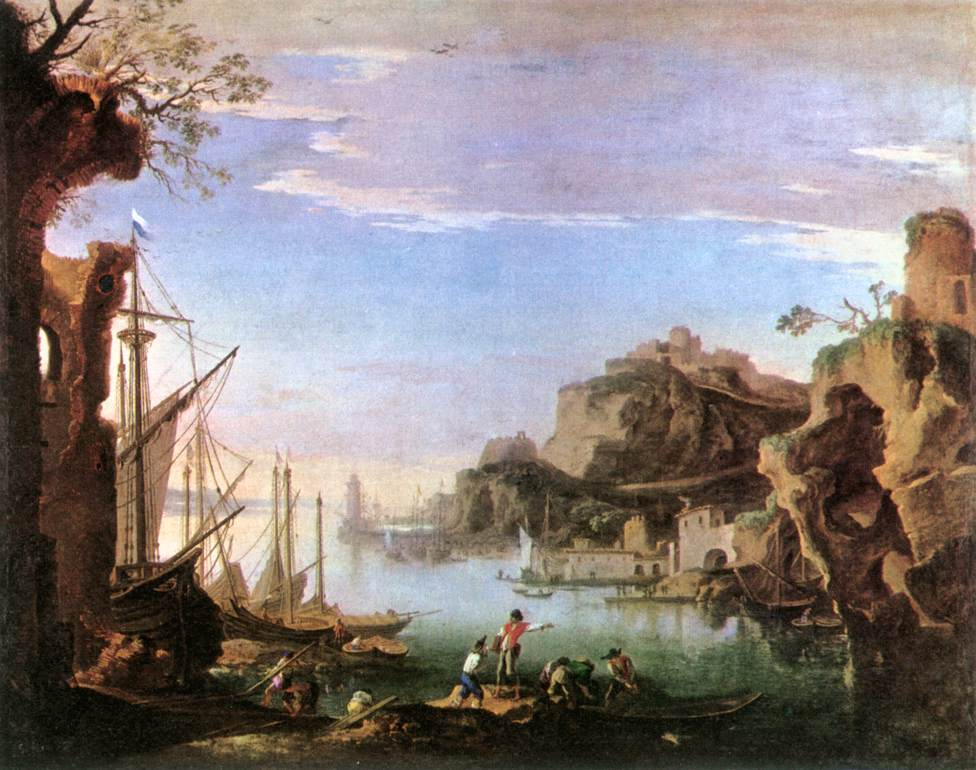
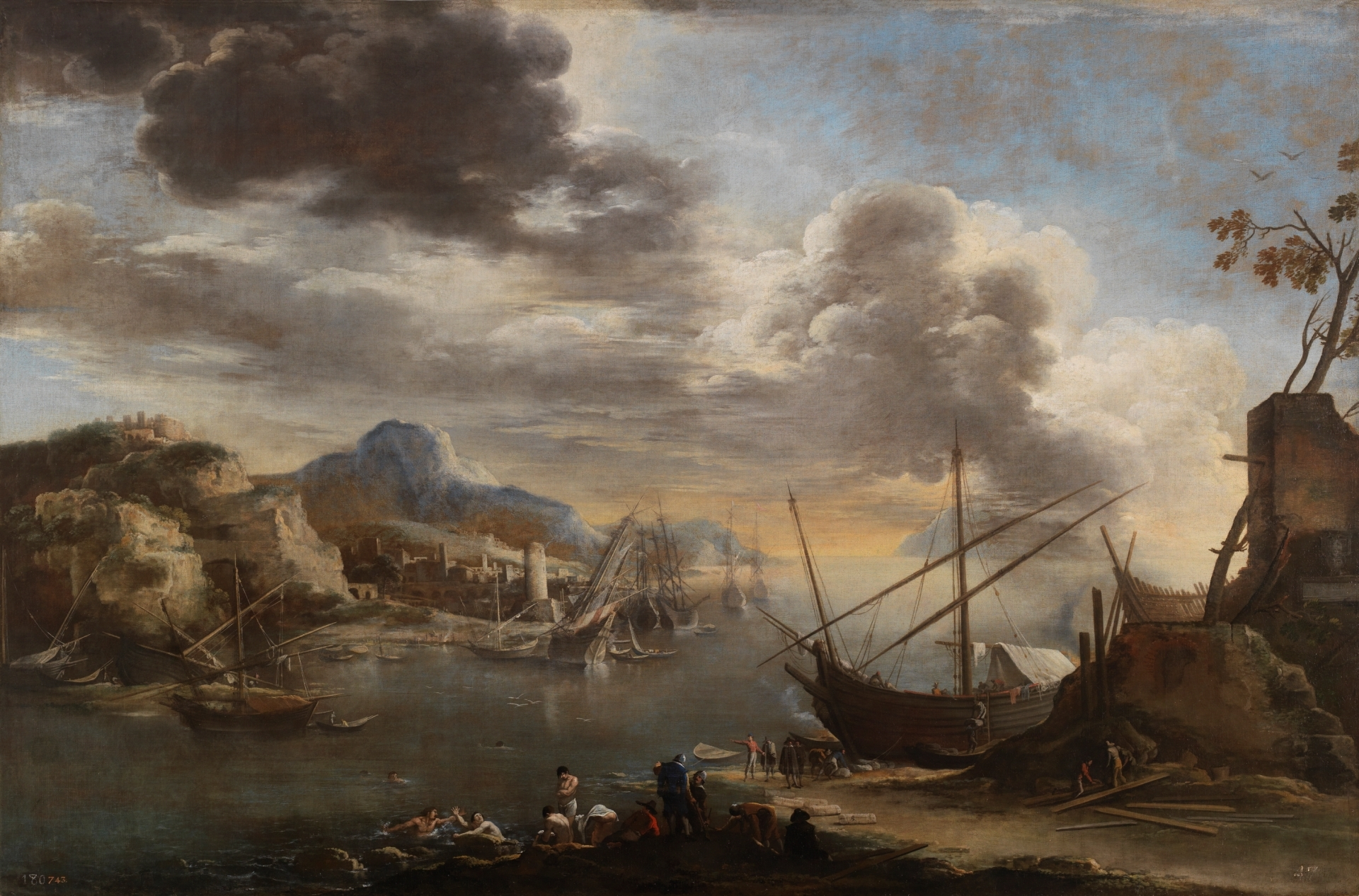
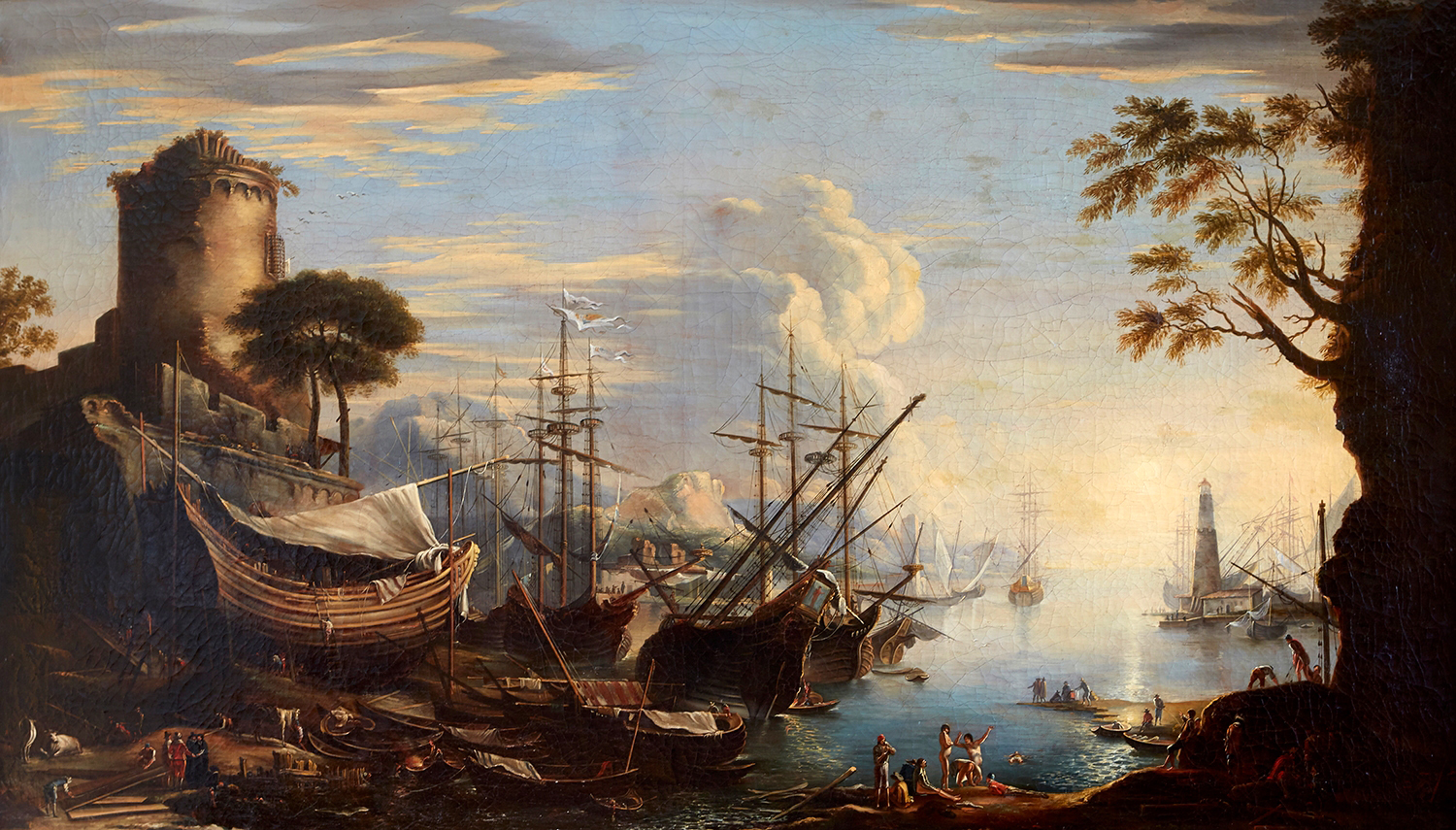
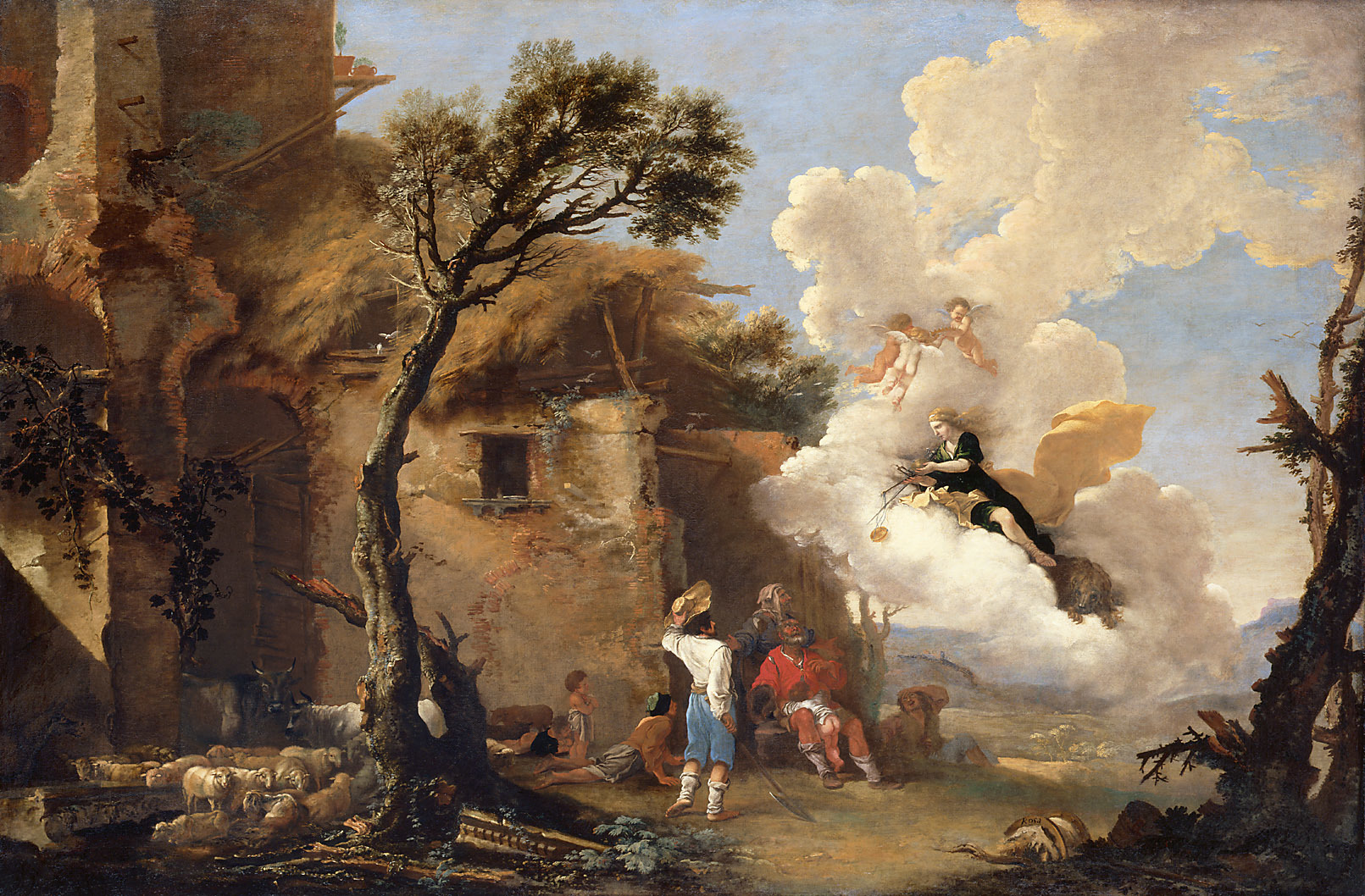

السحرة والصور الذاتية, 1639-1645
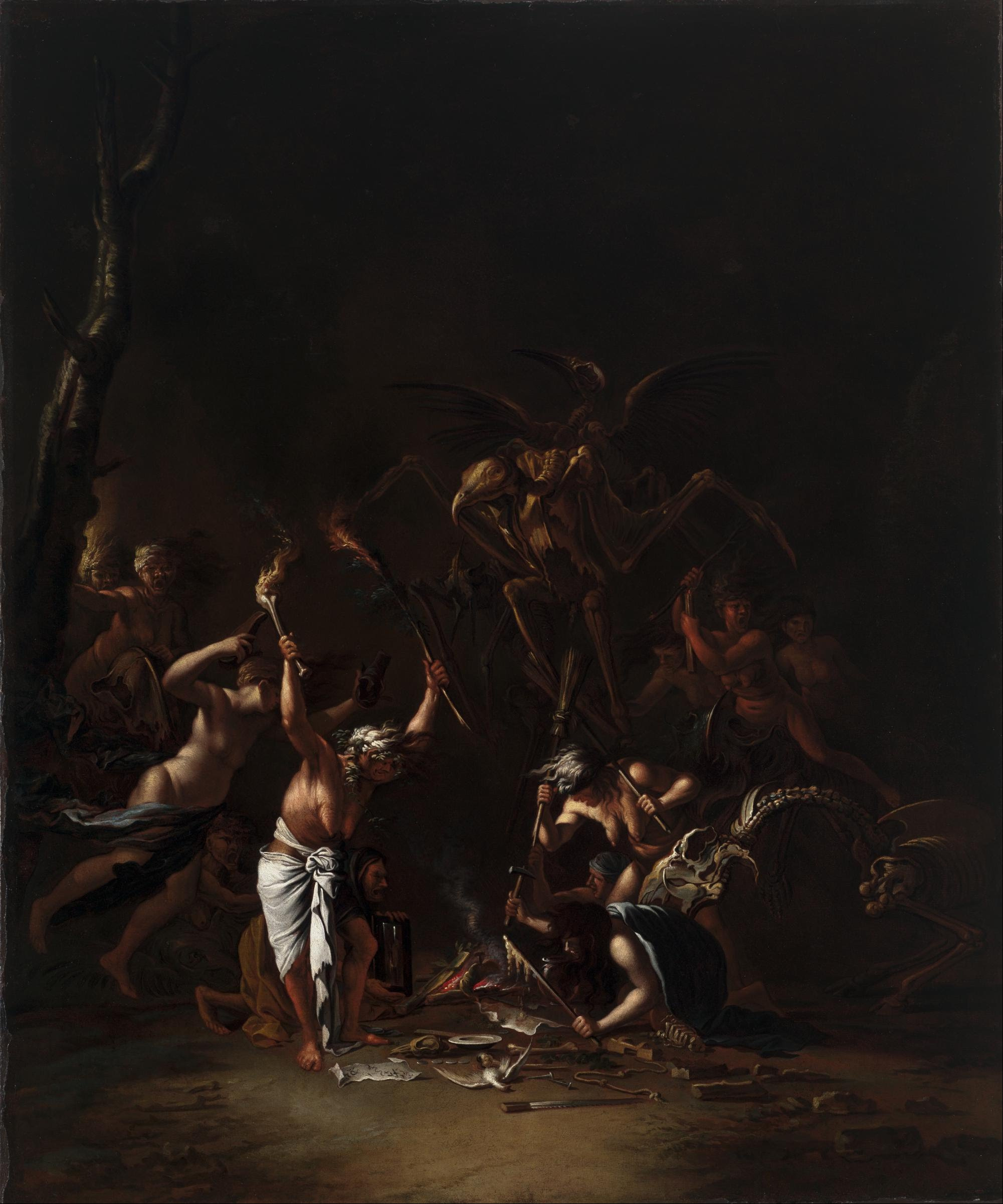
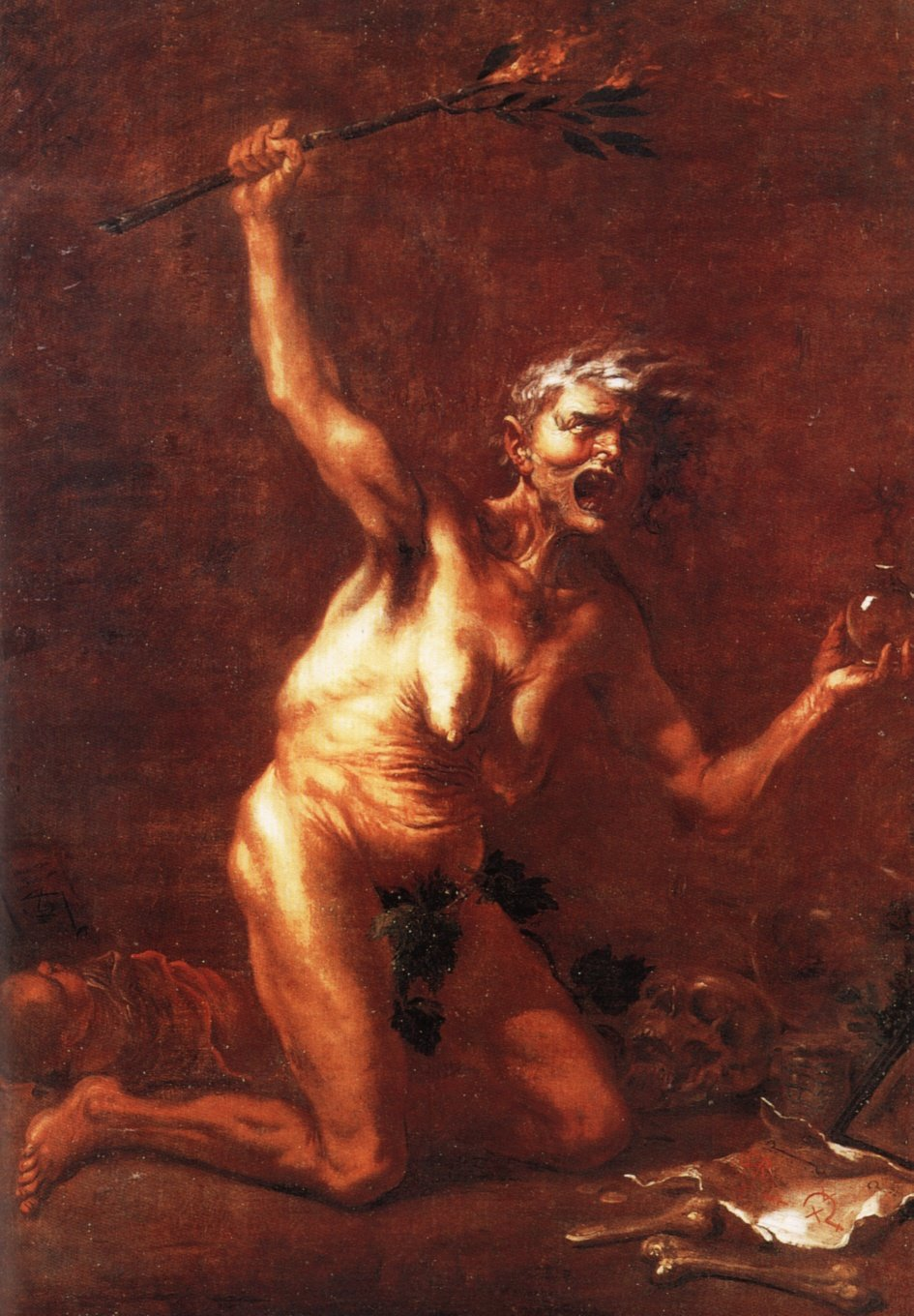
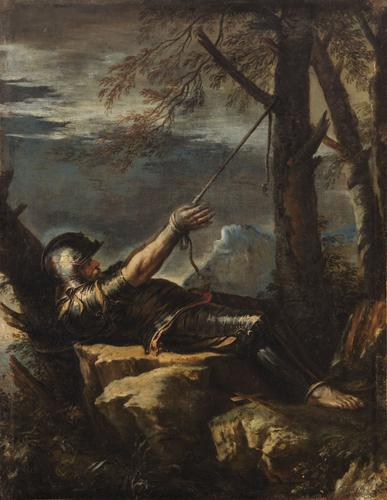
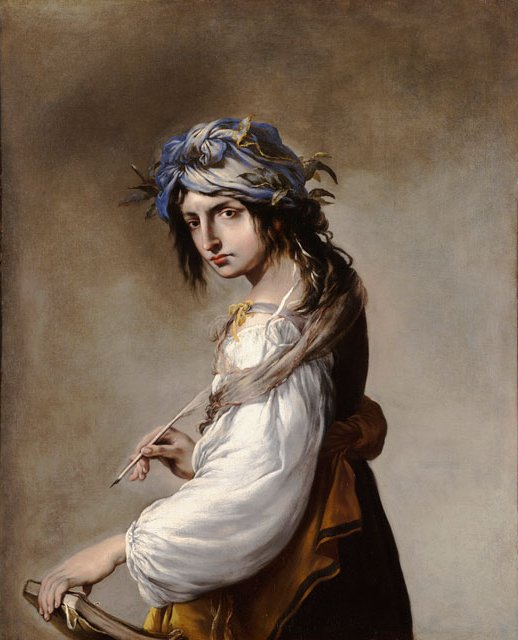
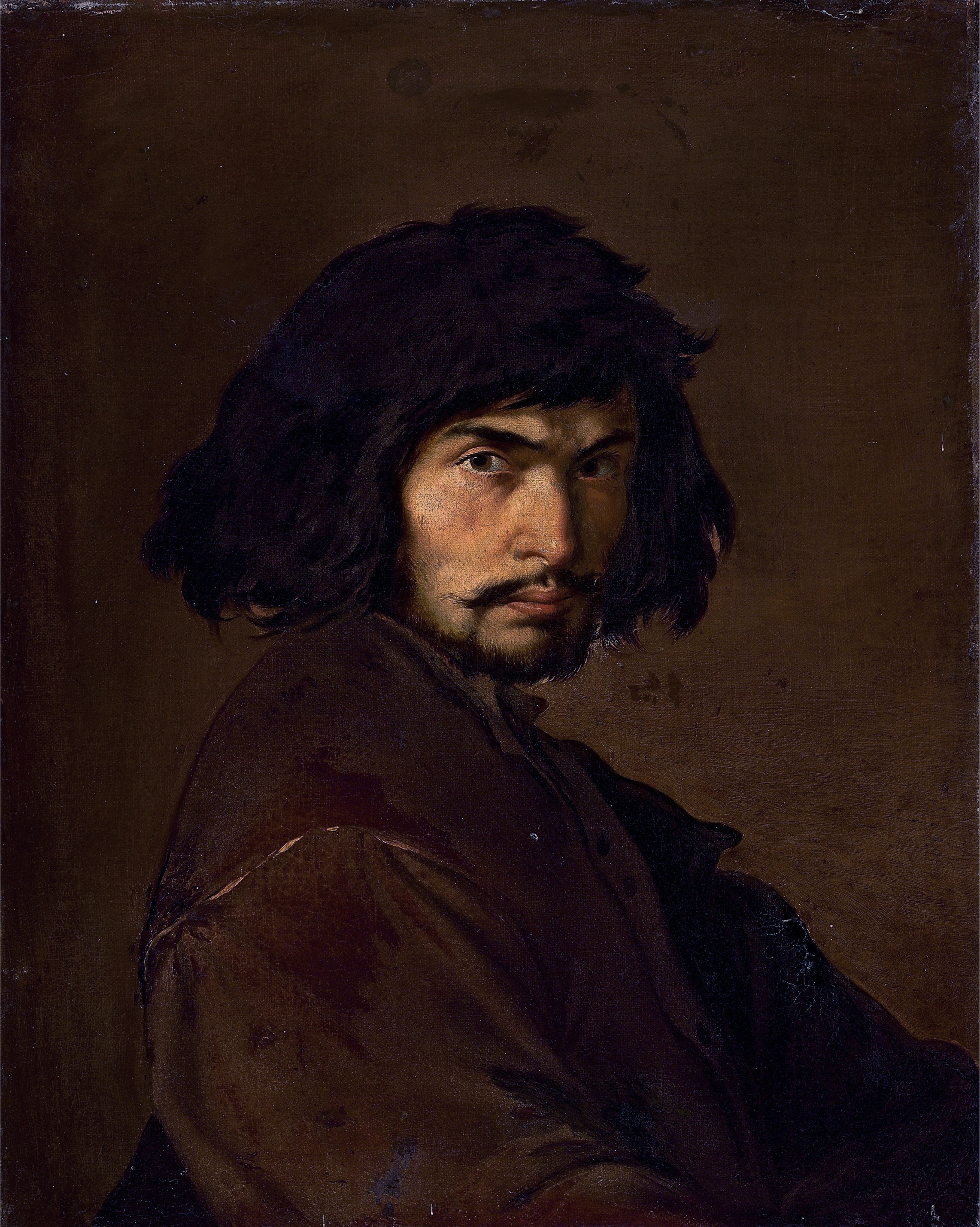
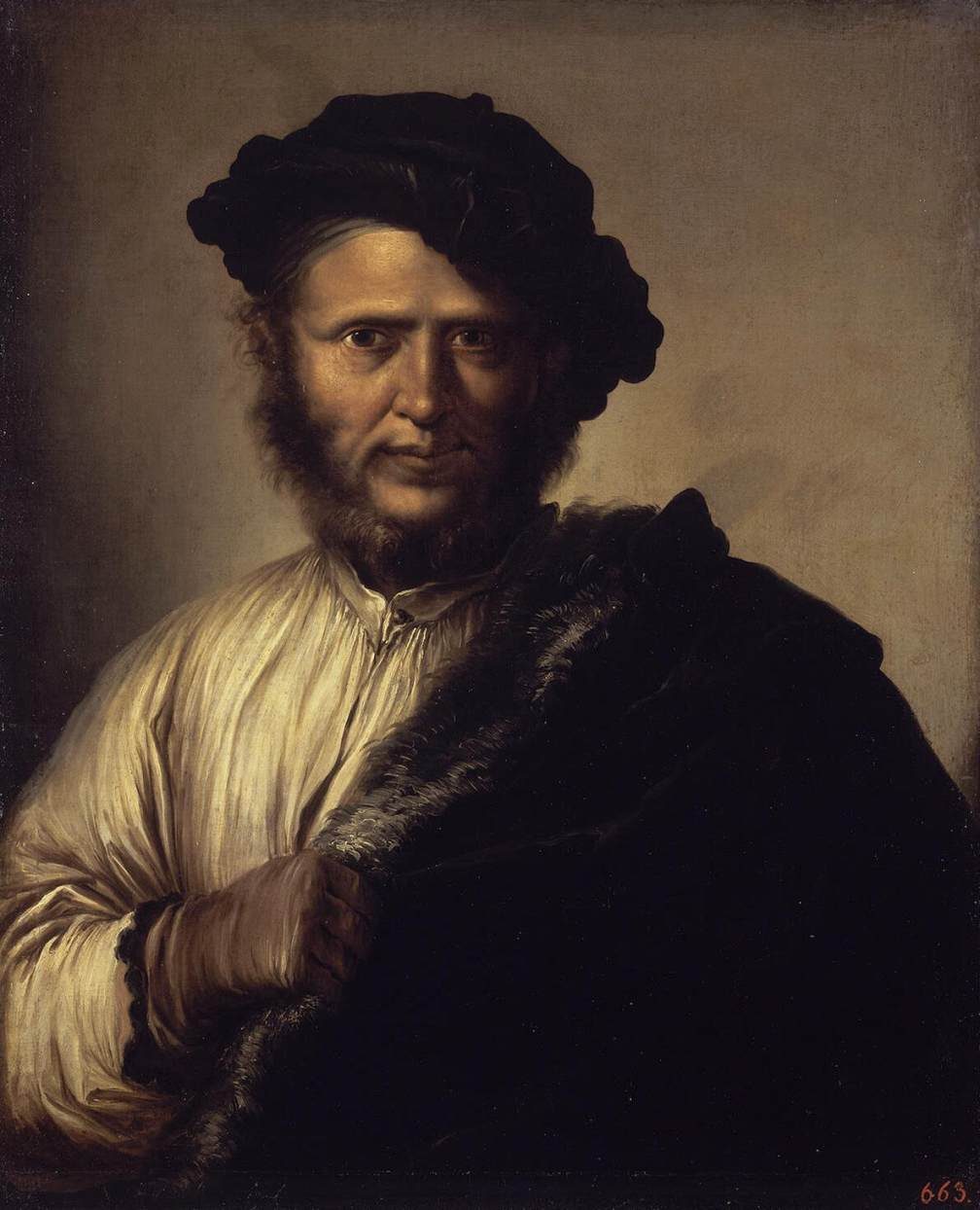
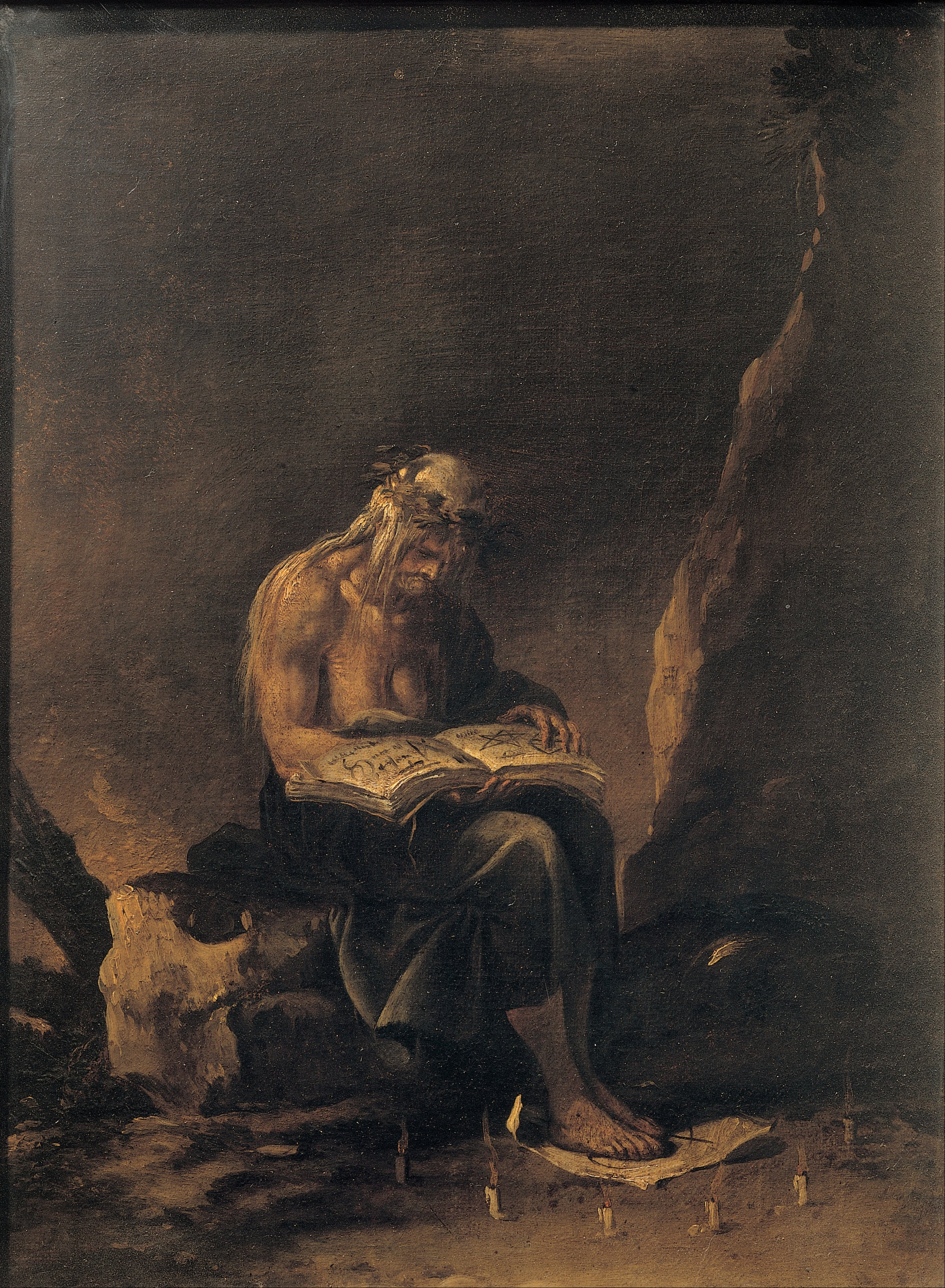
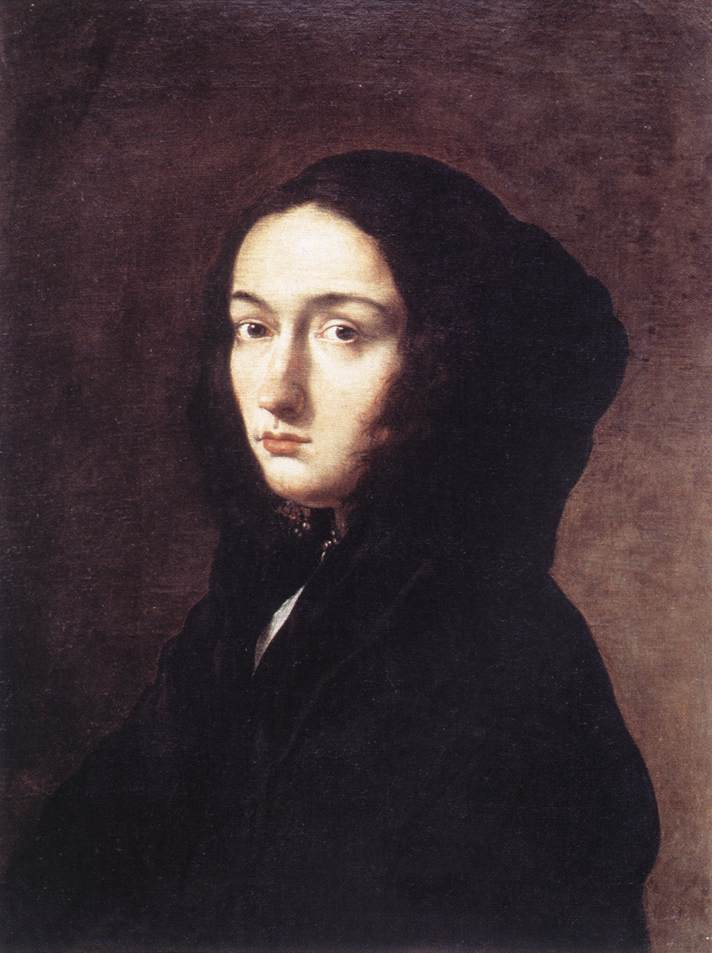

المعارك, 1646-1649
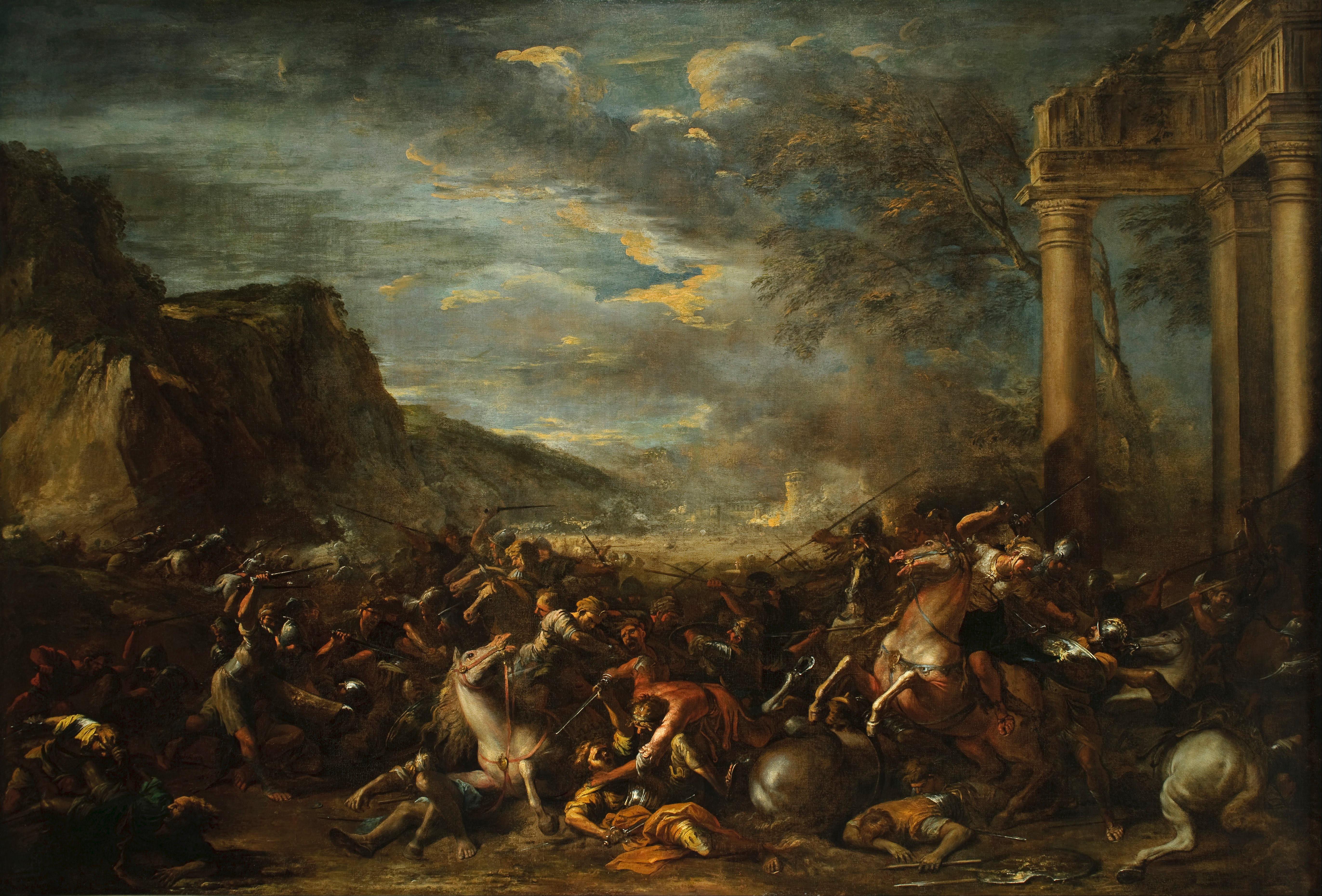
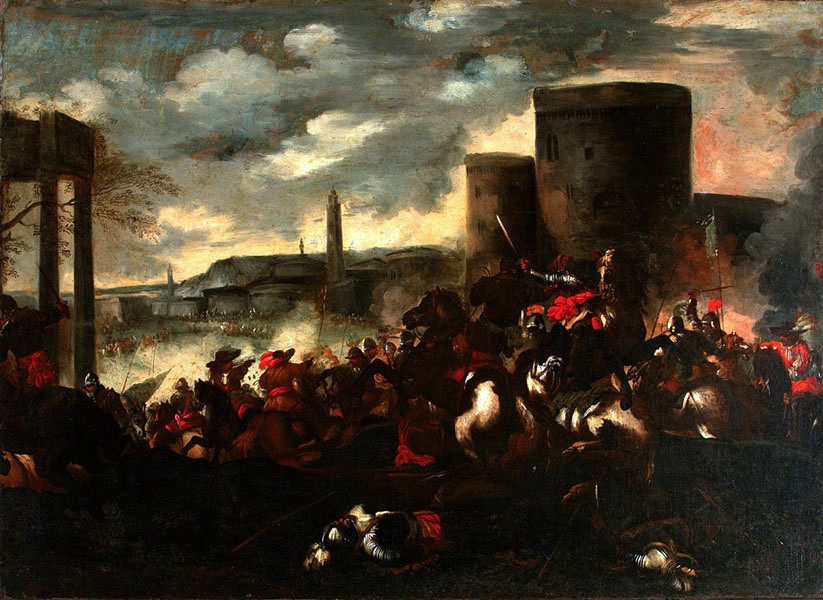
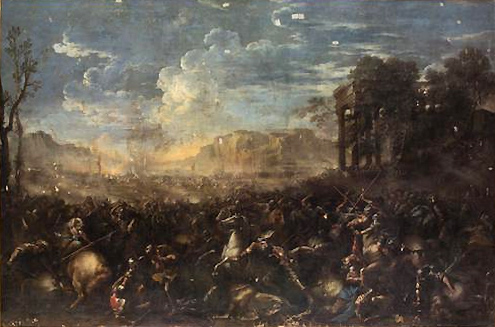
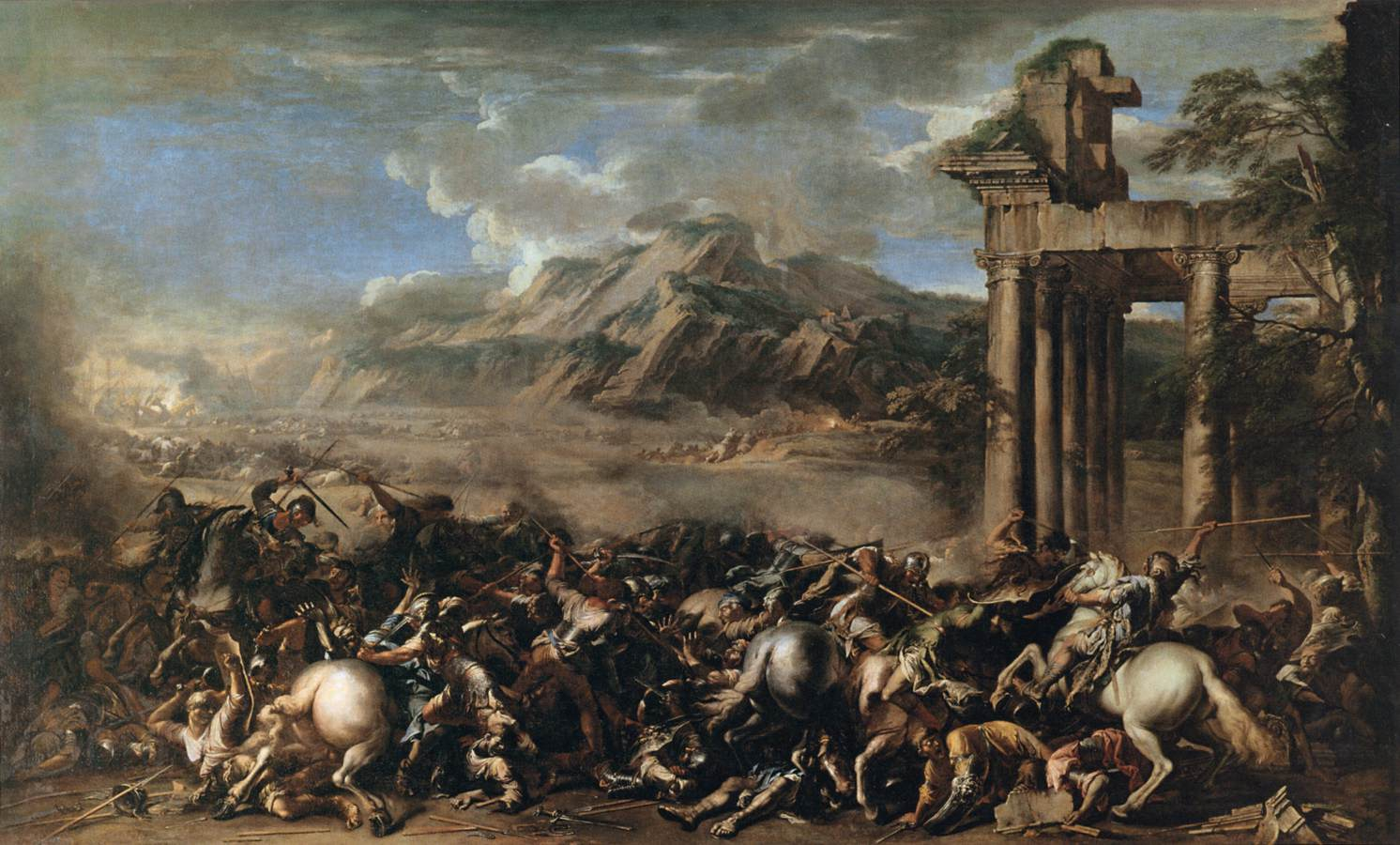

الفلسفة, 1646-1660
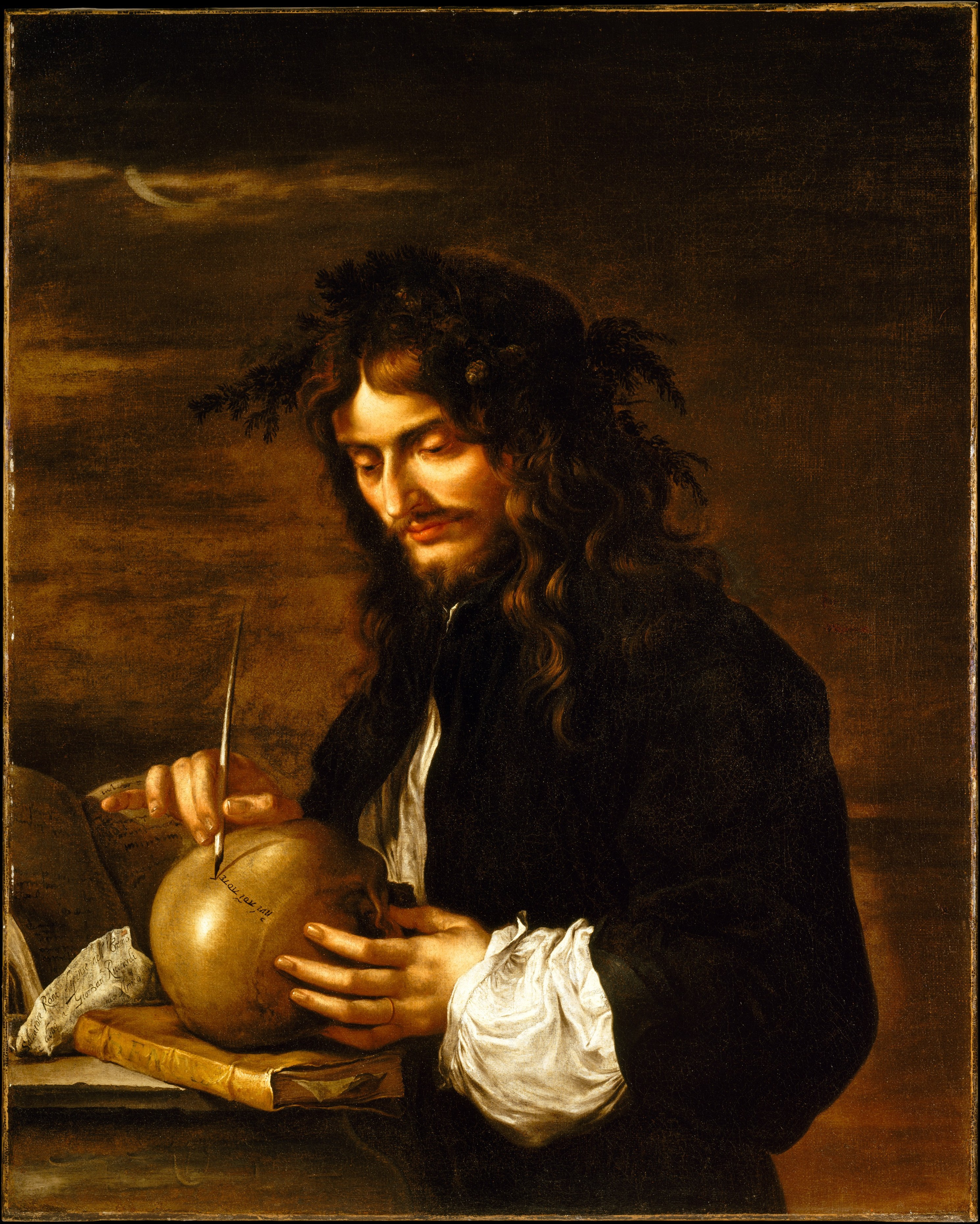
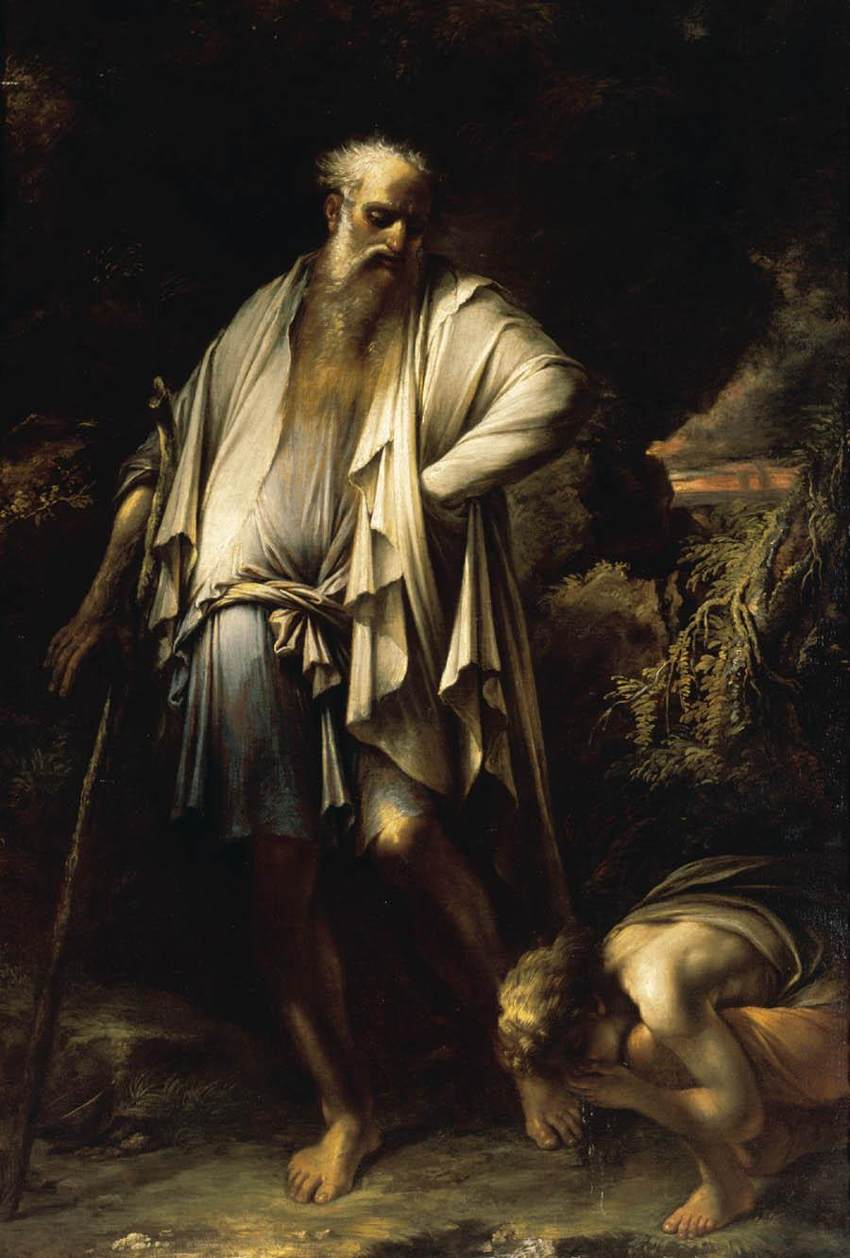
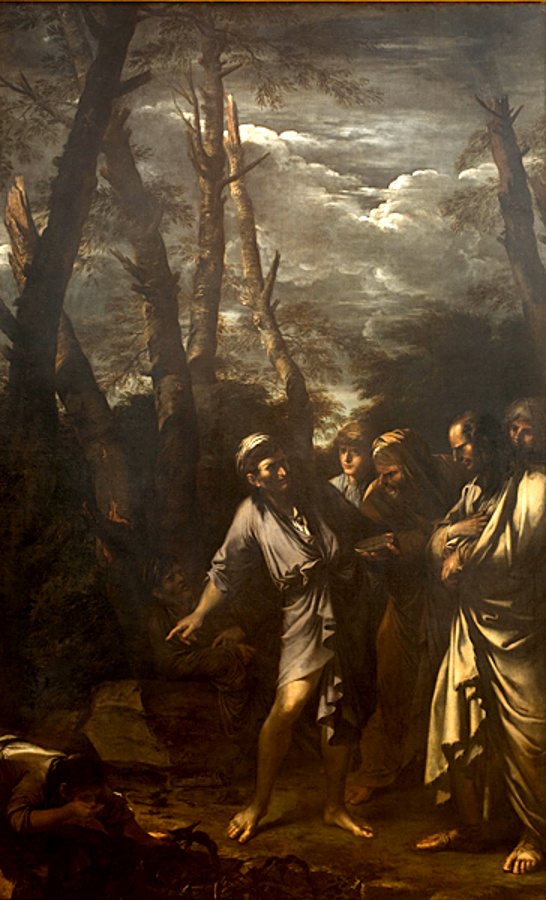
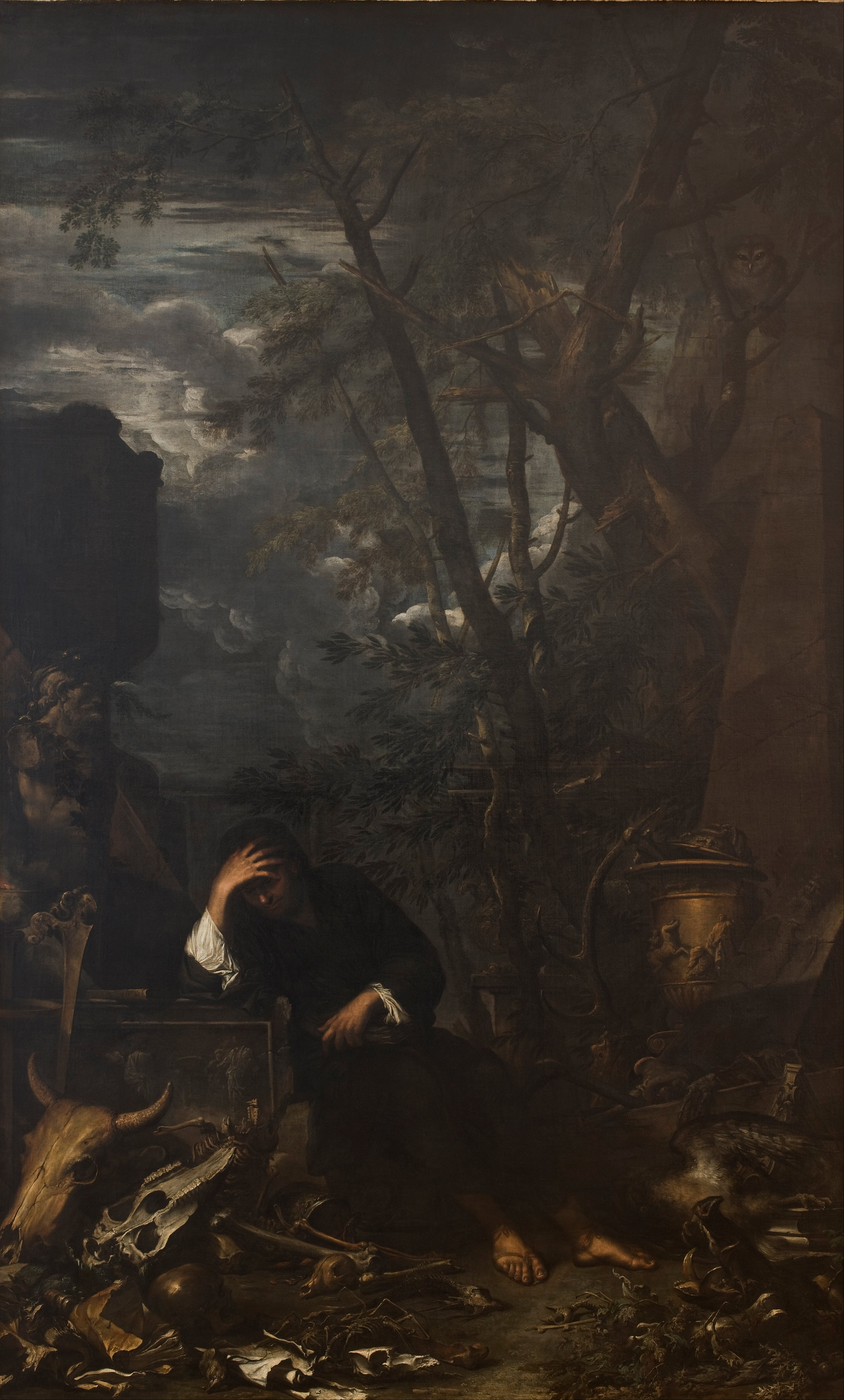
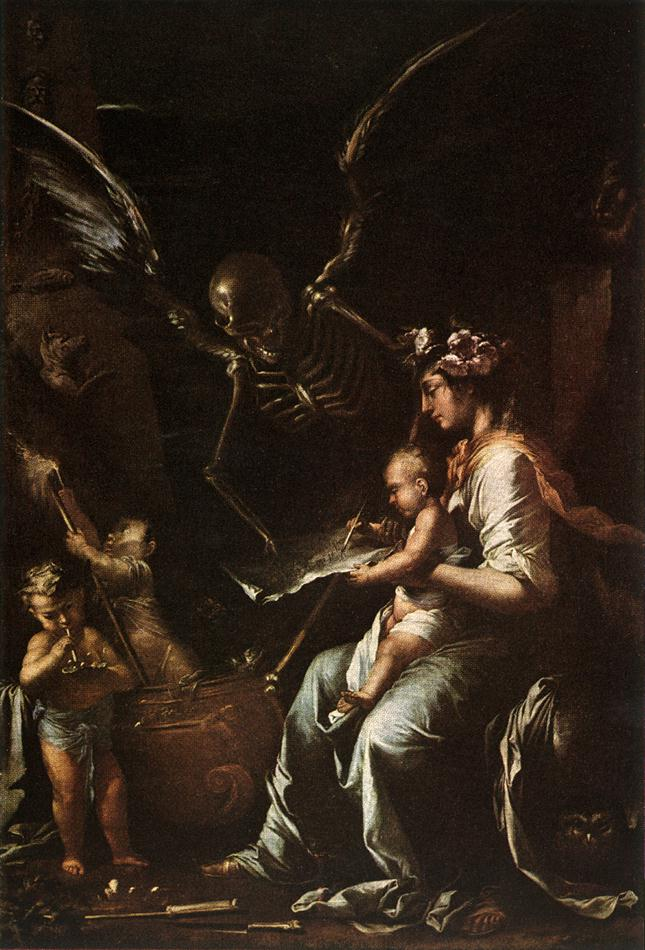
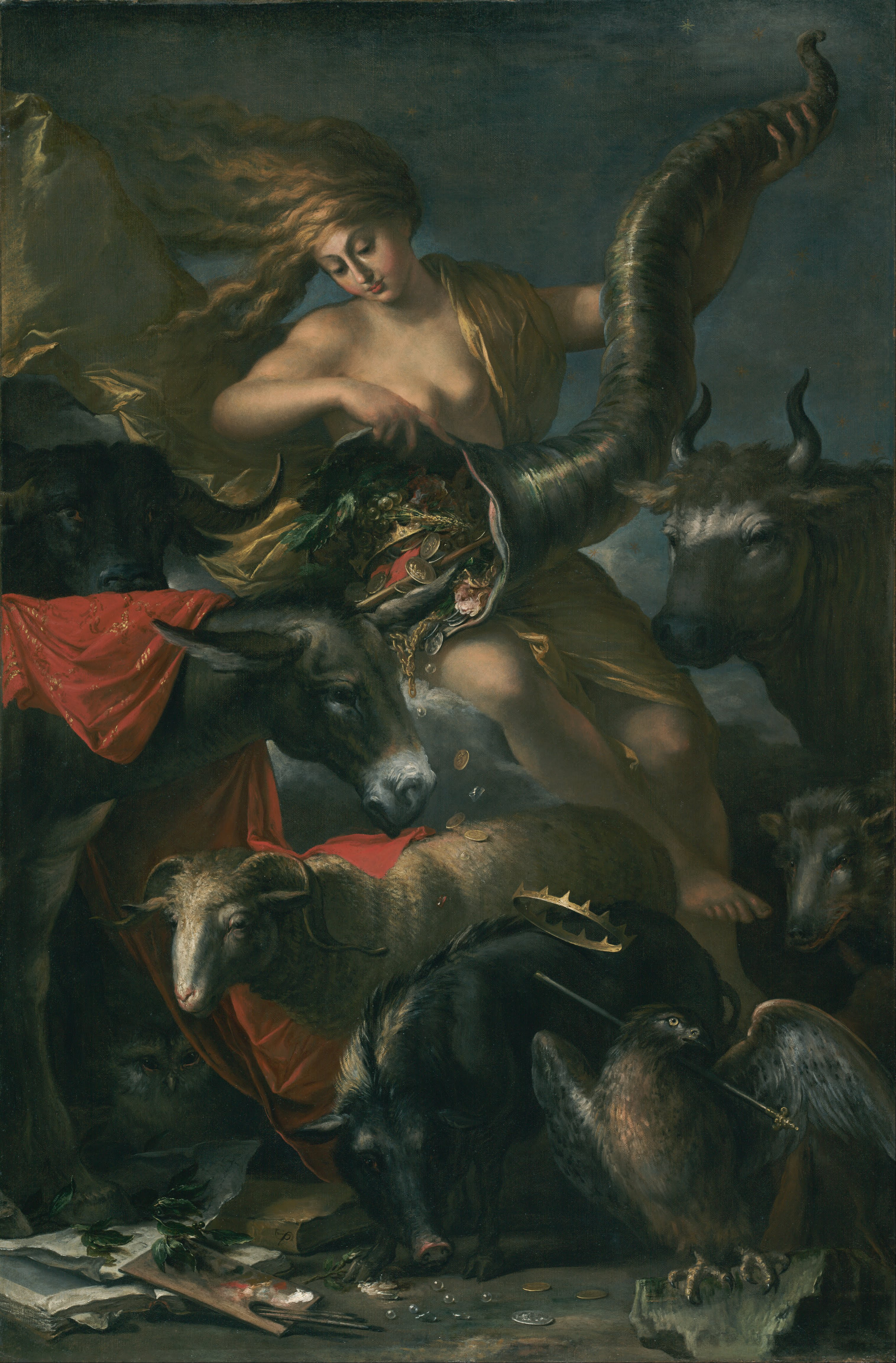
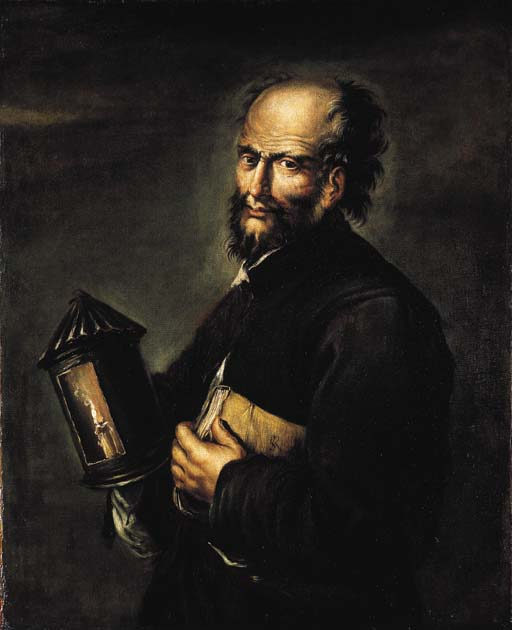
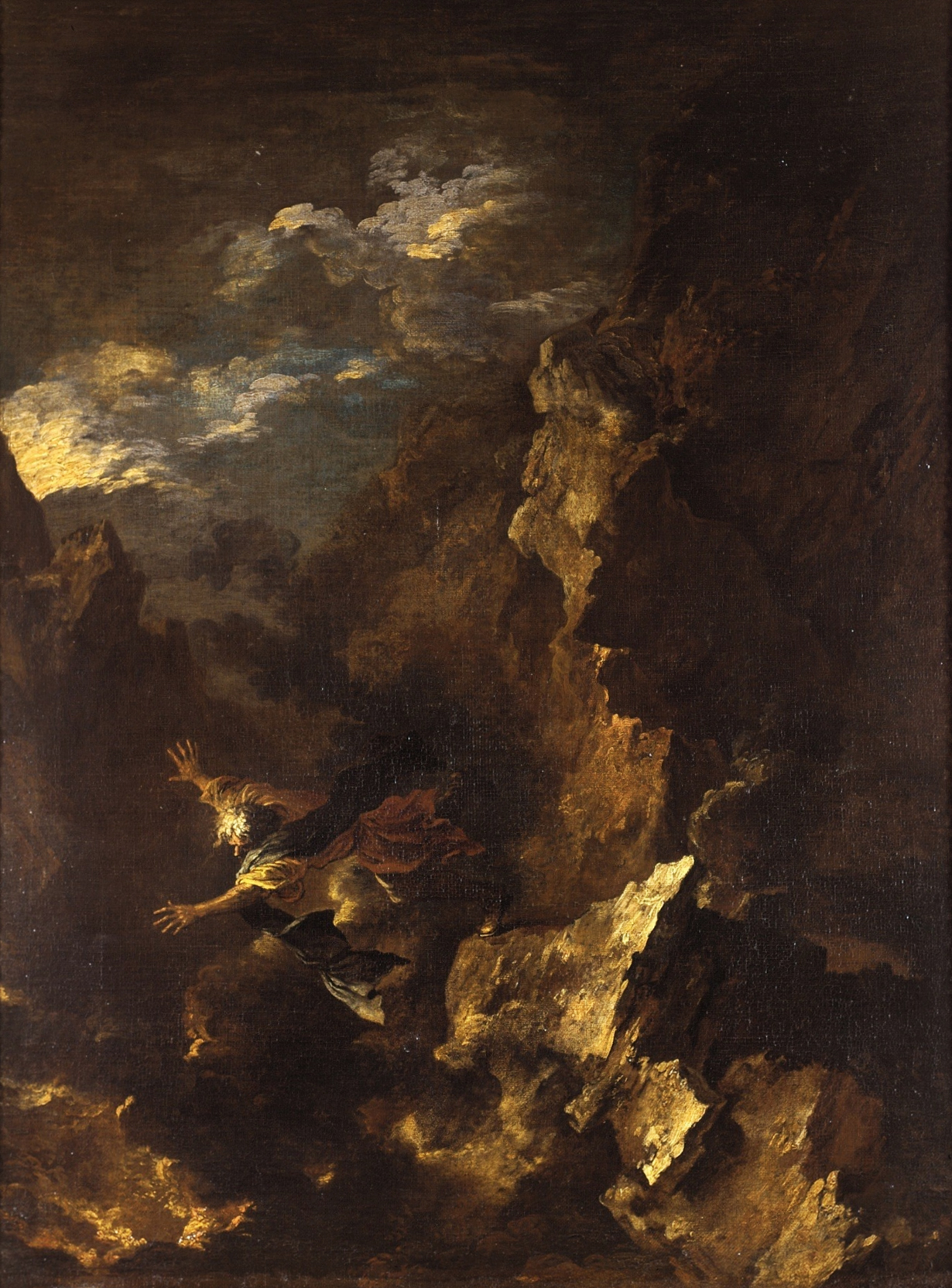

المناظر الطبيعية في روما, 1646-1660
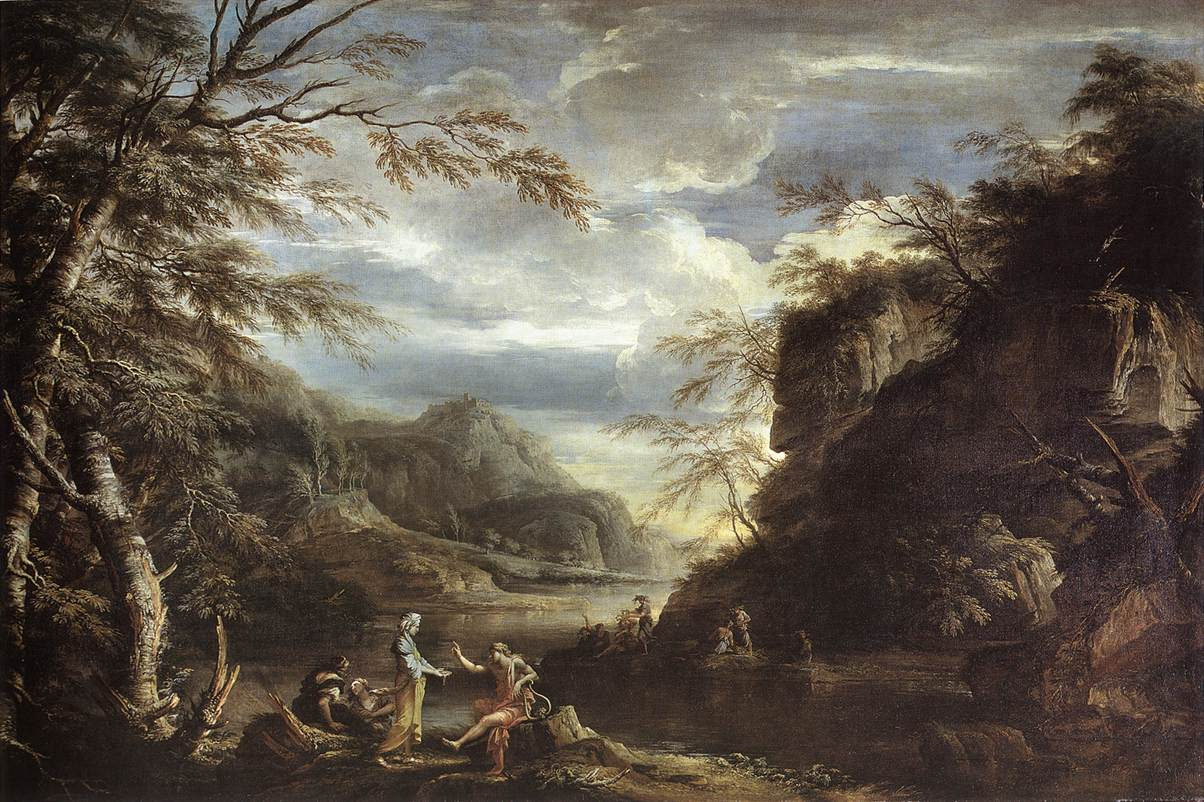
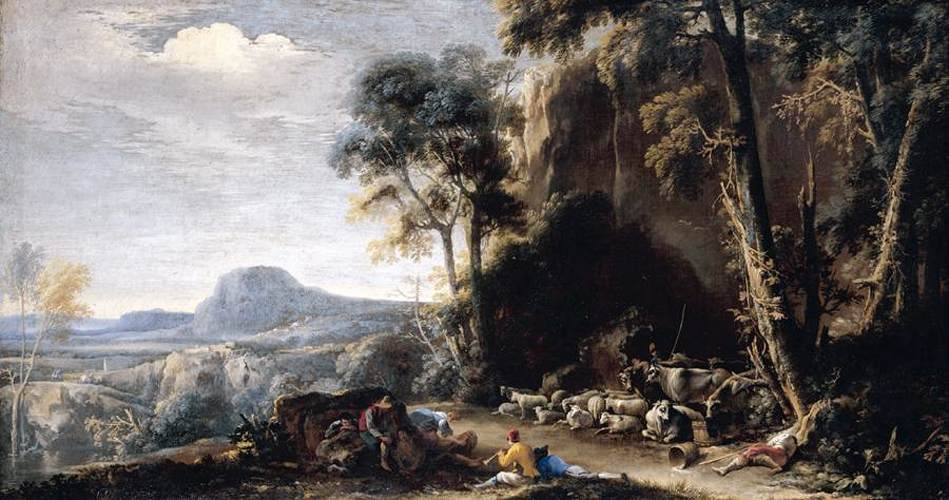
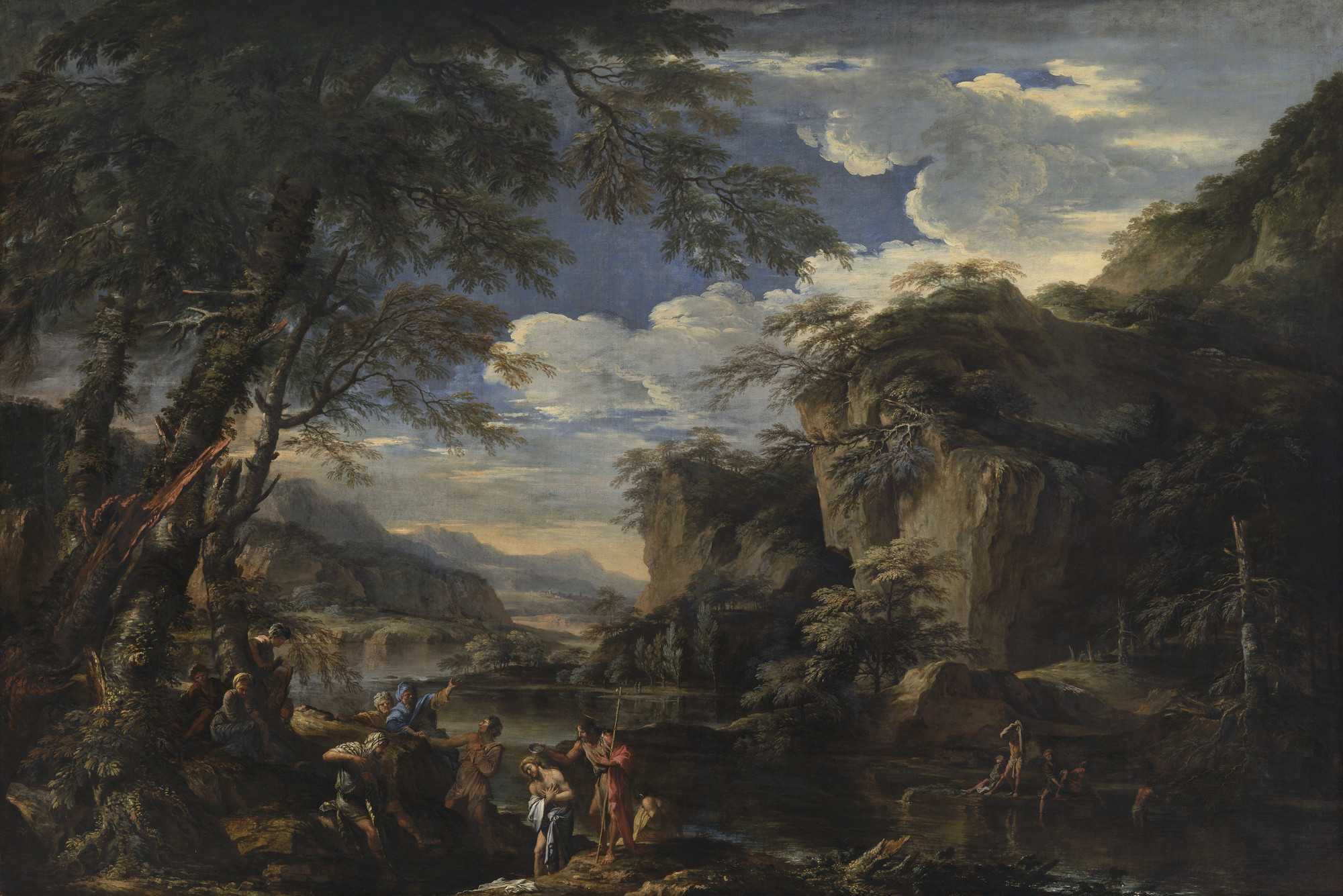
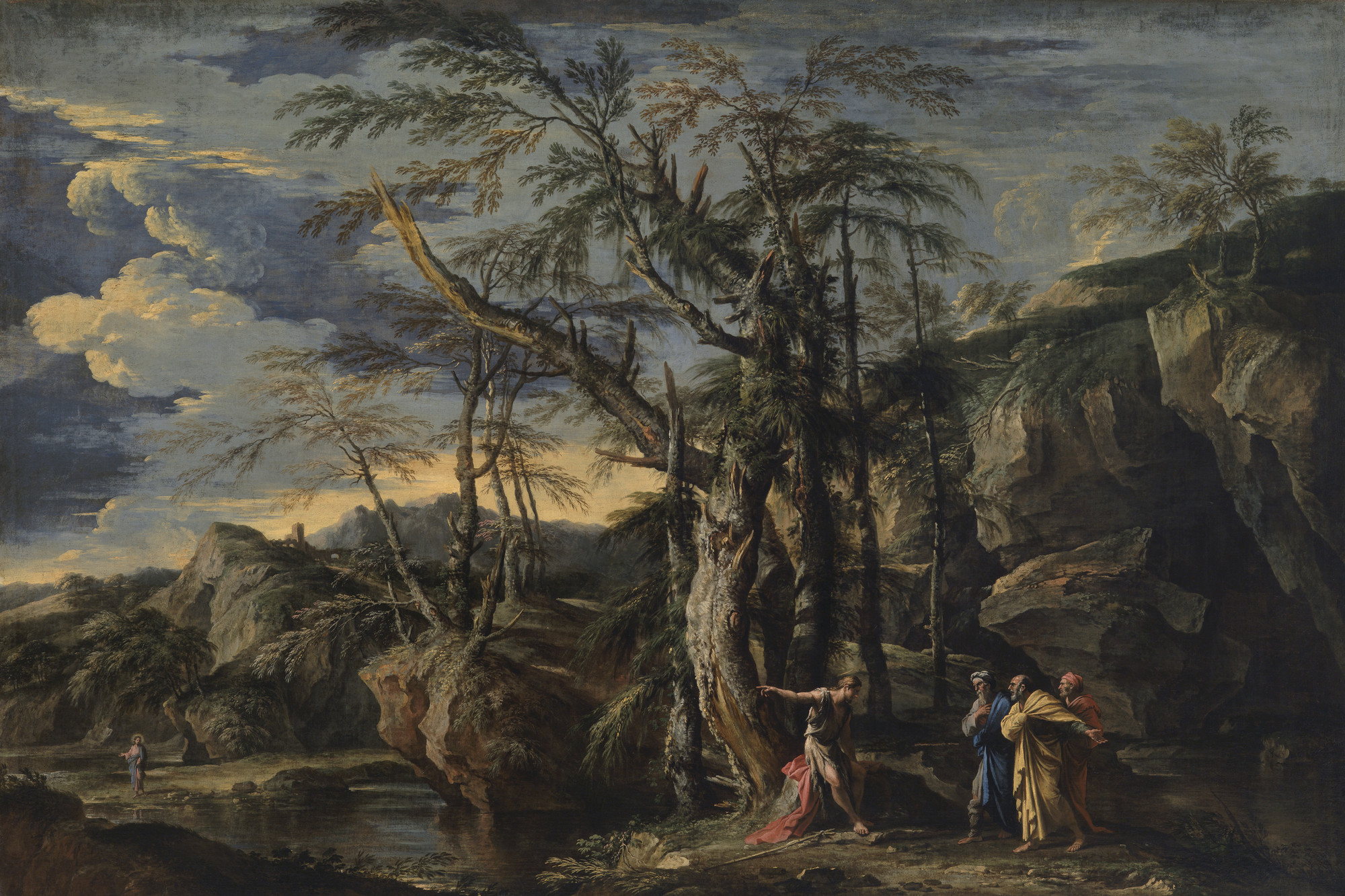

أساطير وحكايات من روما, 1646-1660
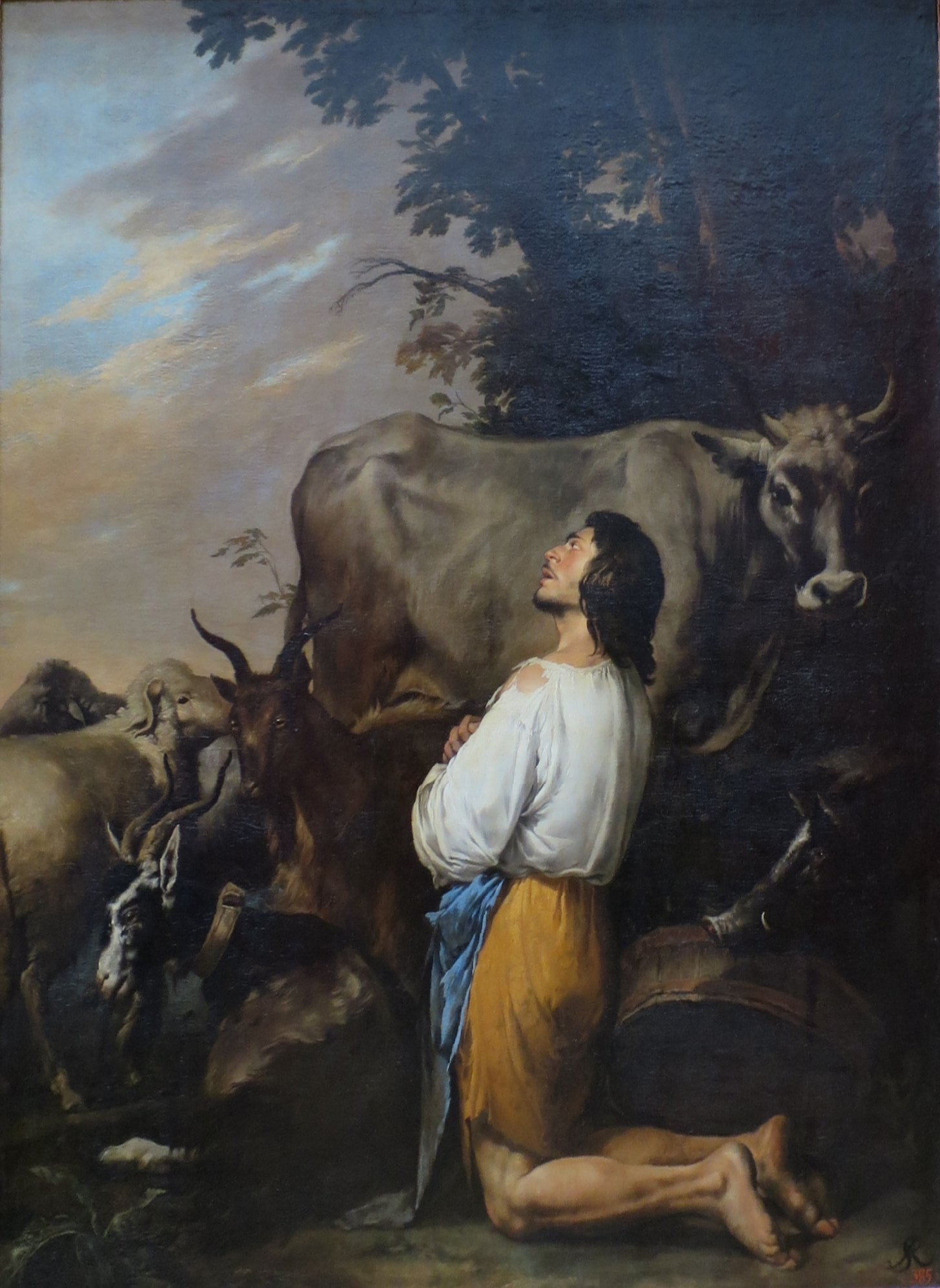
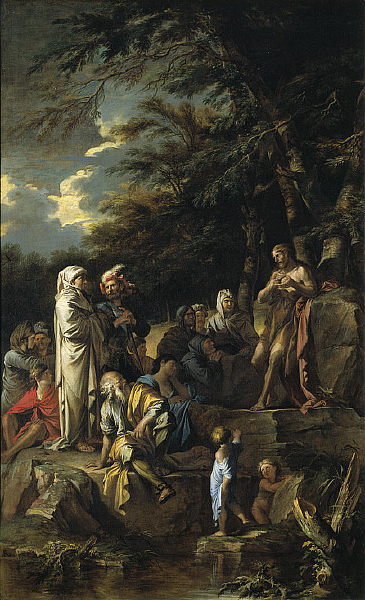
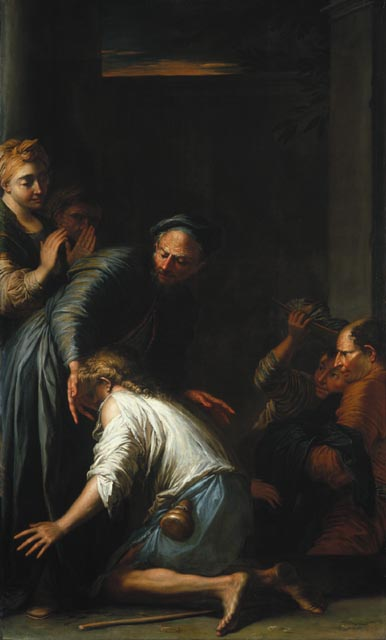
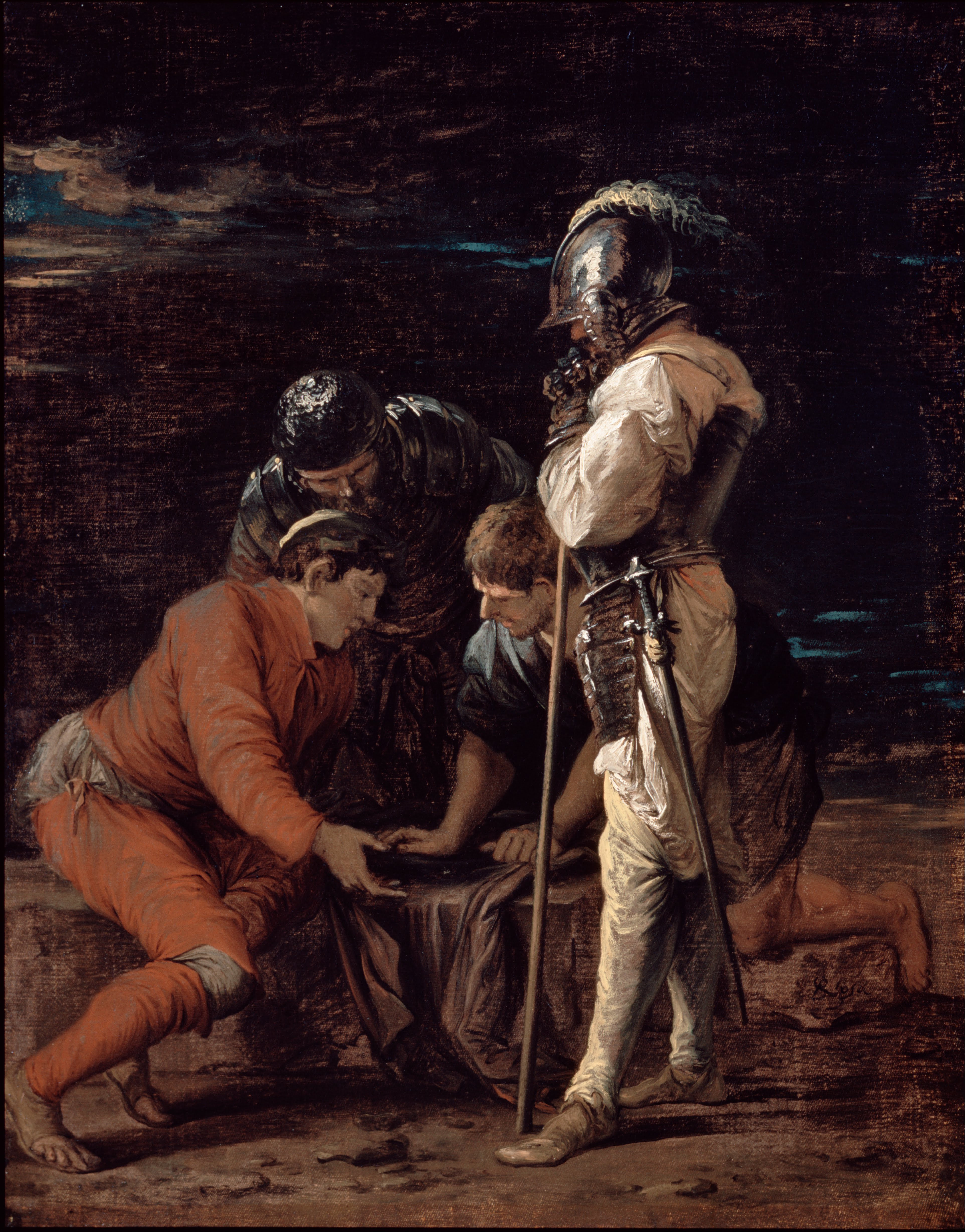
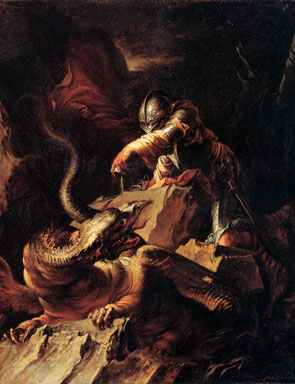
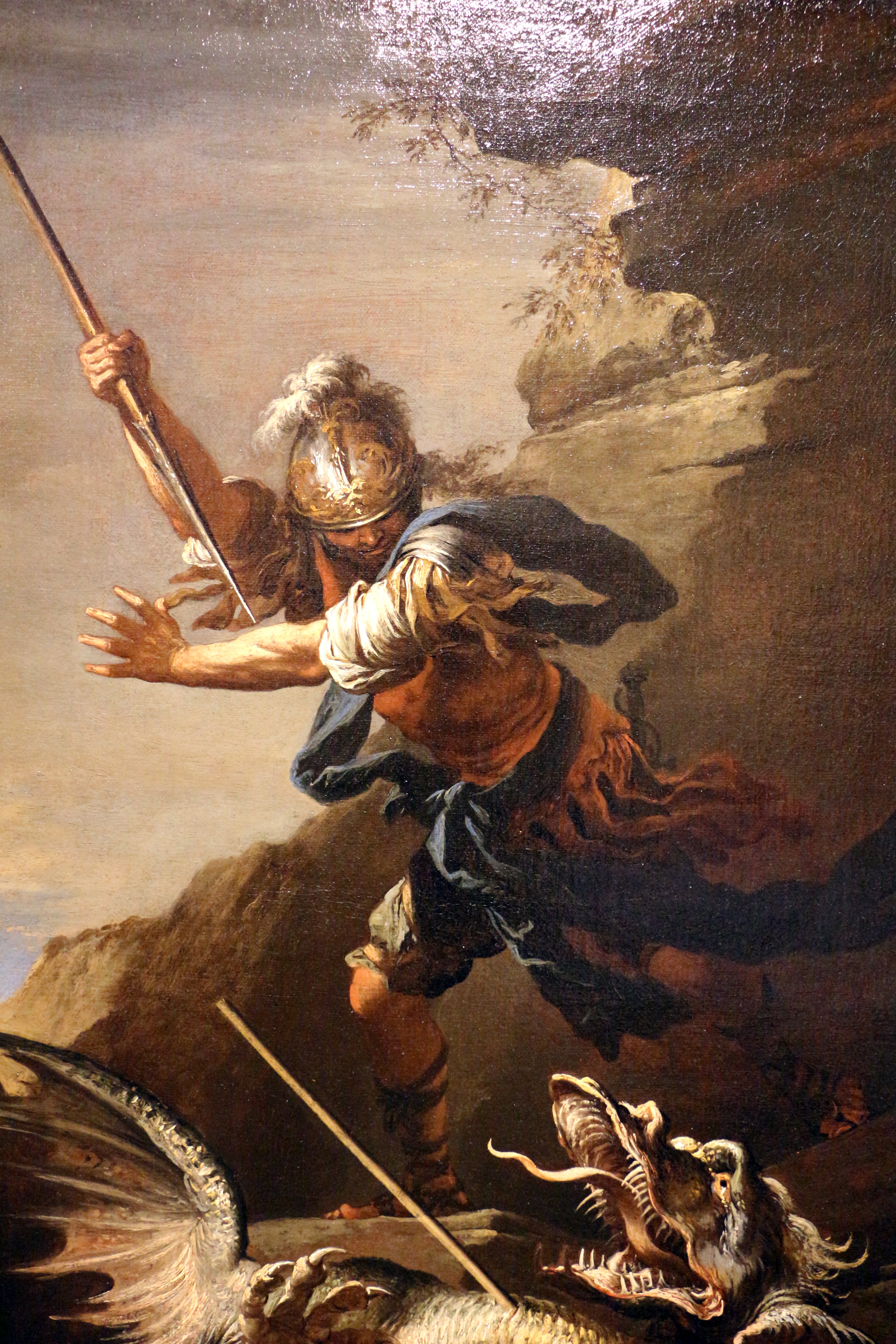
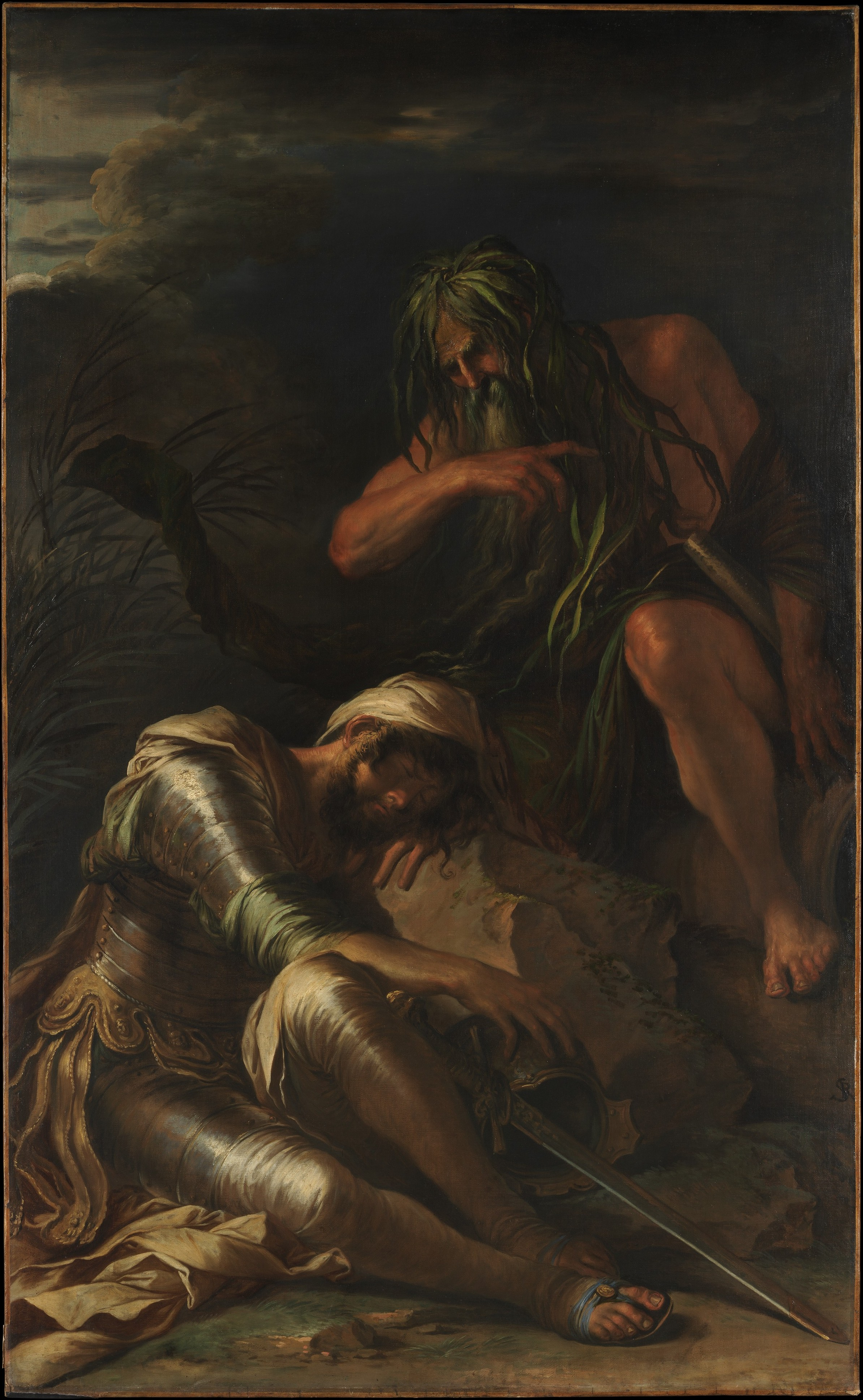
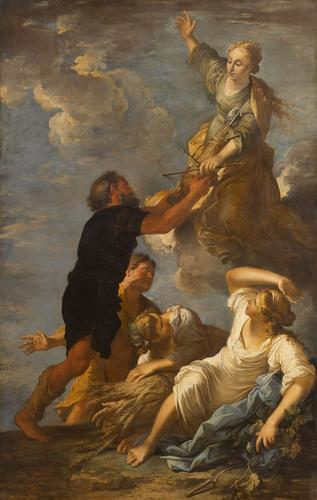
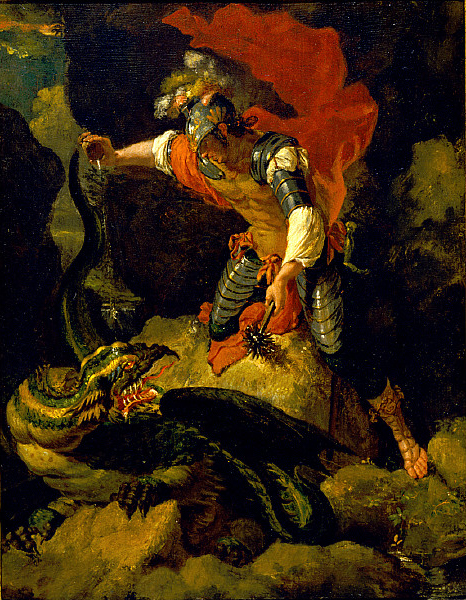
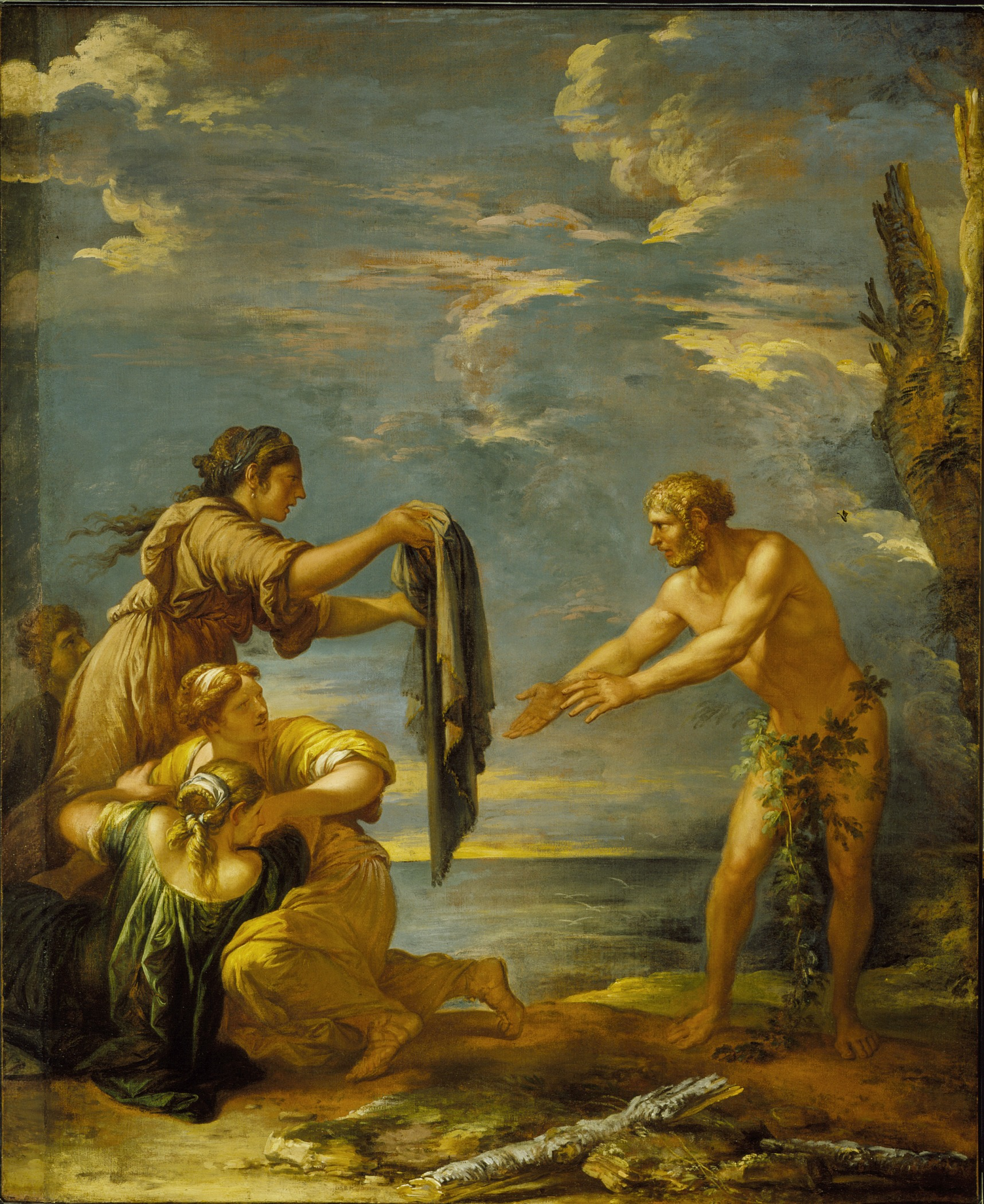

بعد روما, 1660
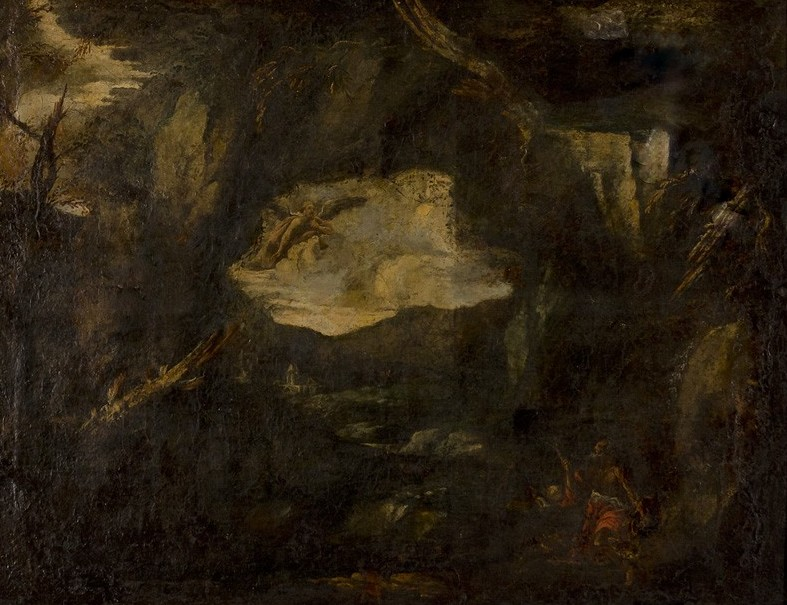
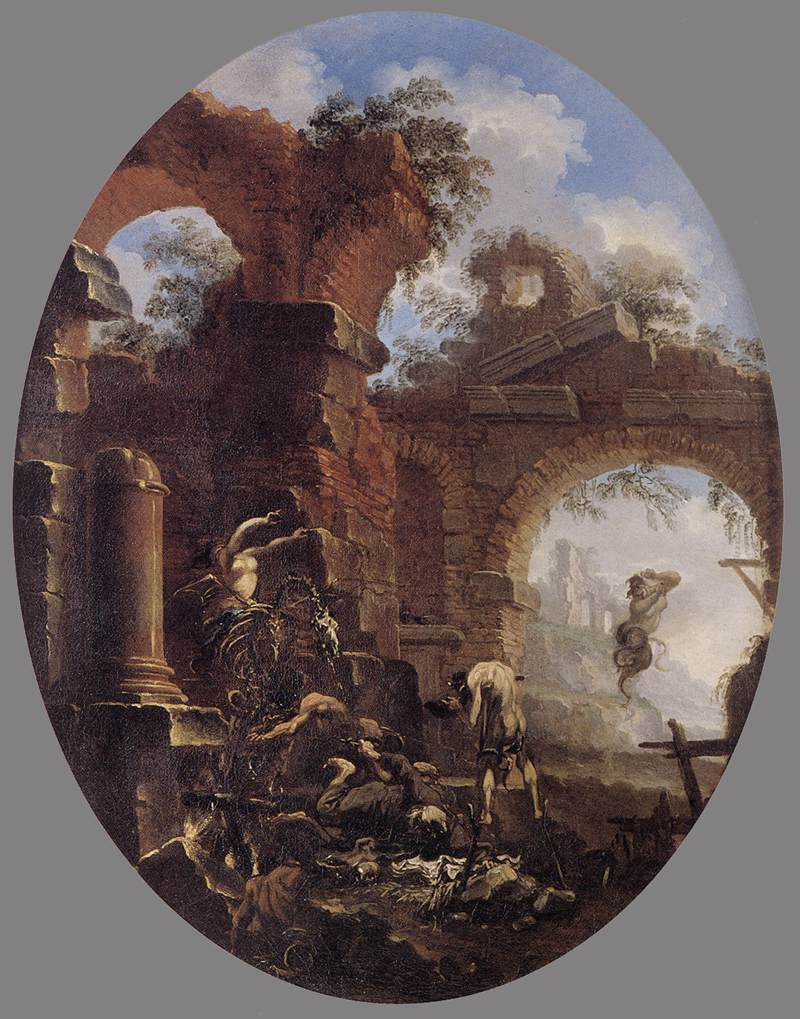
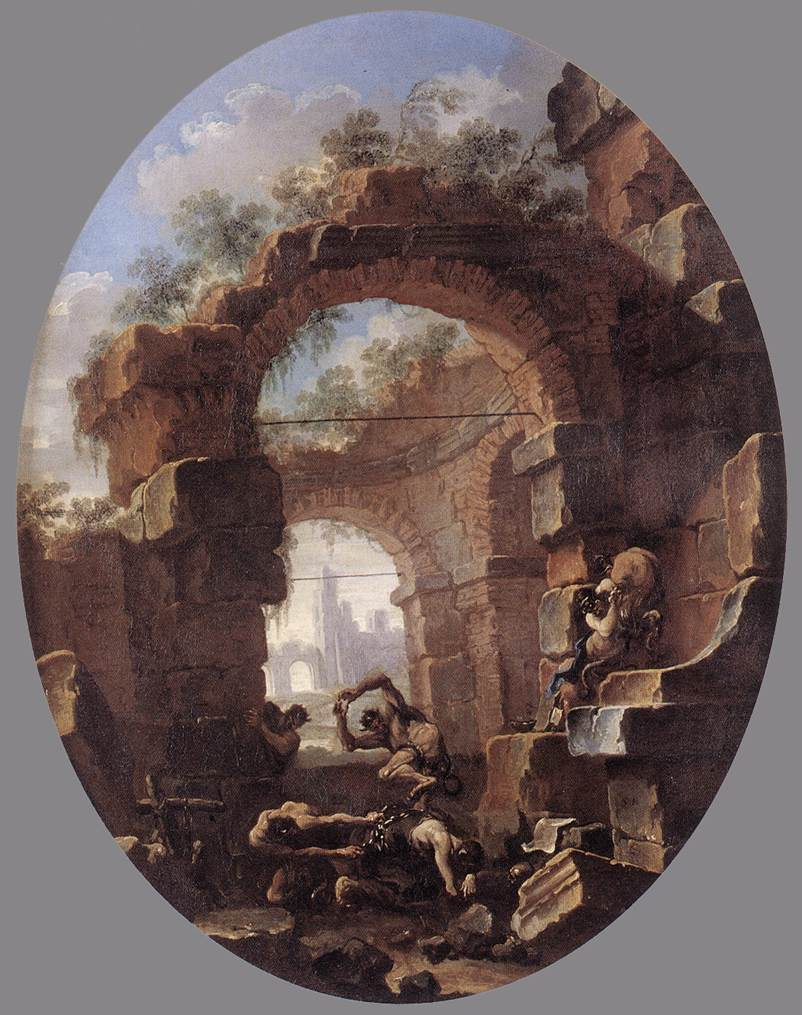
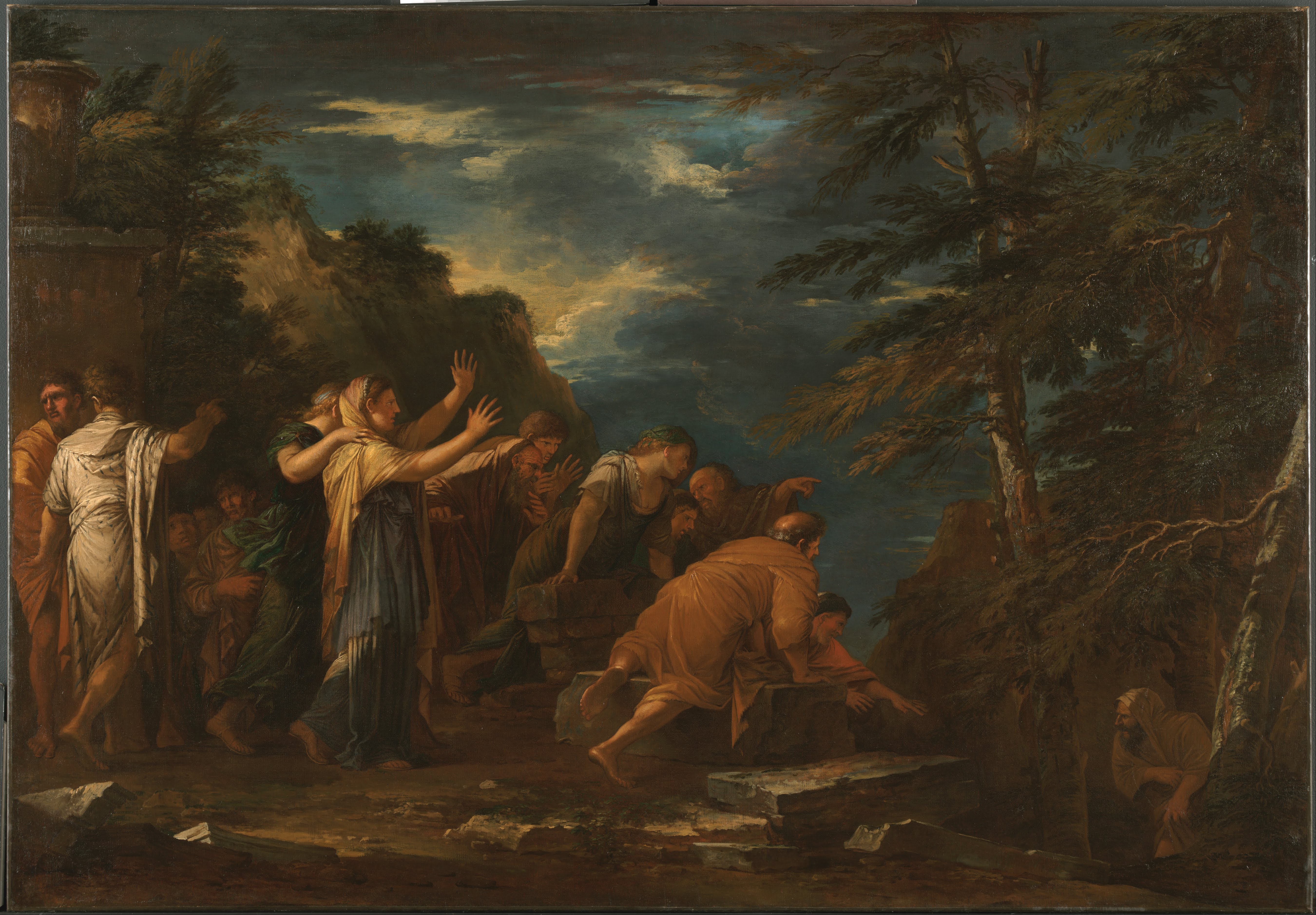
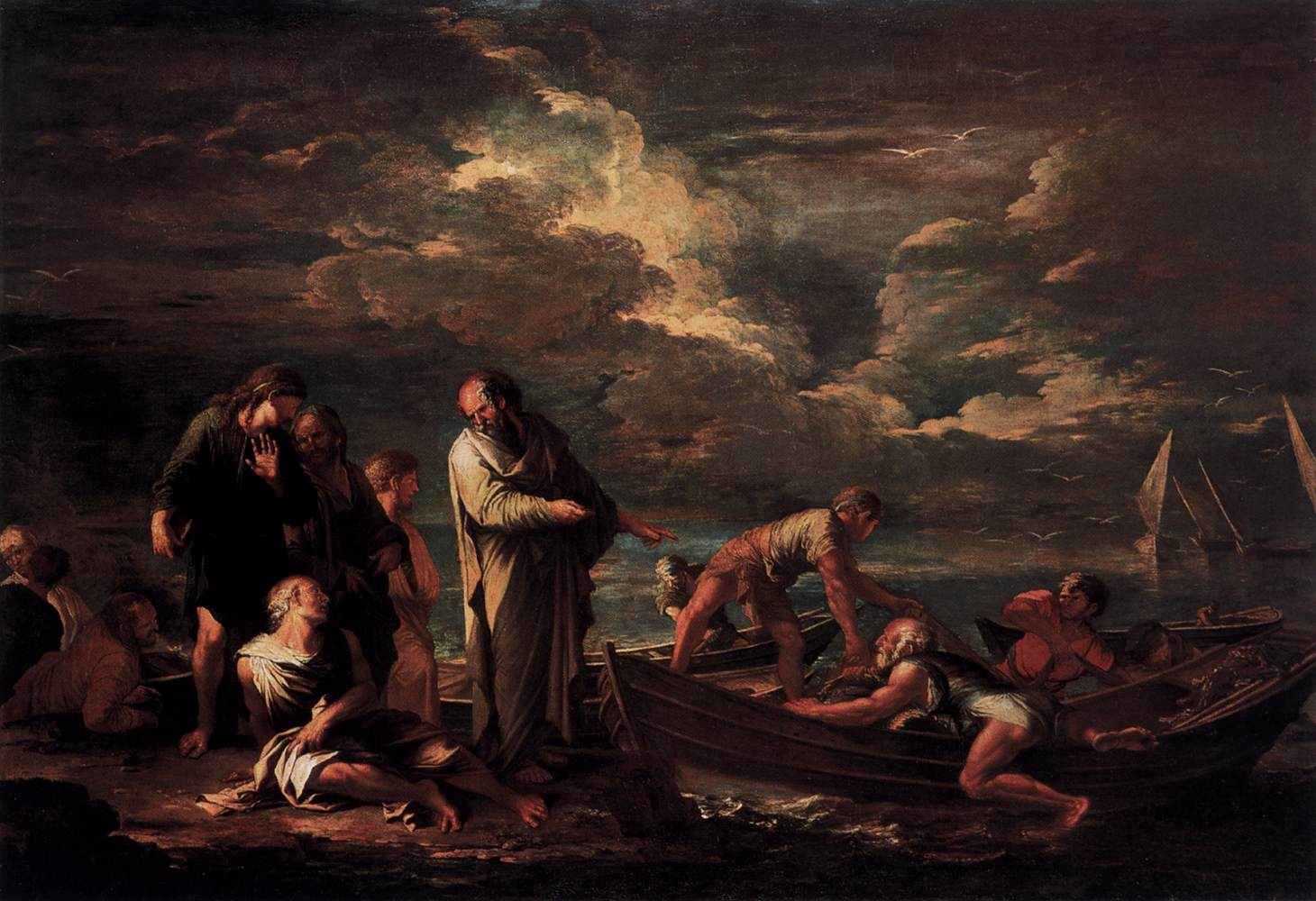
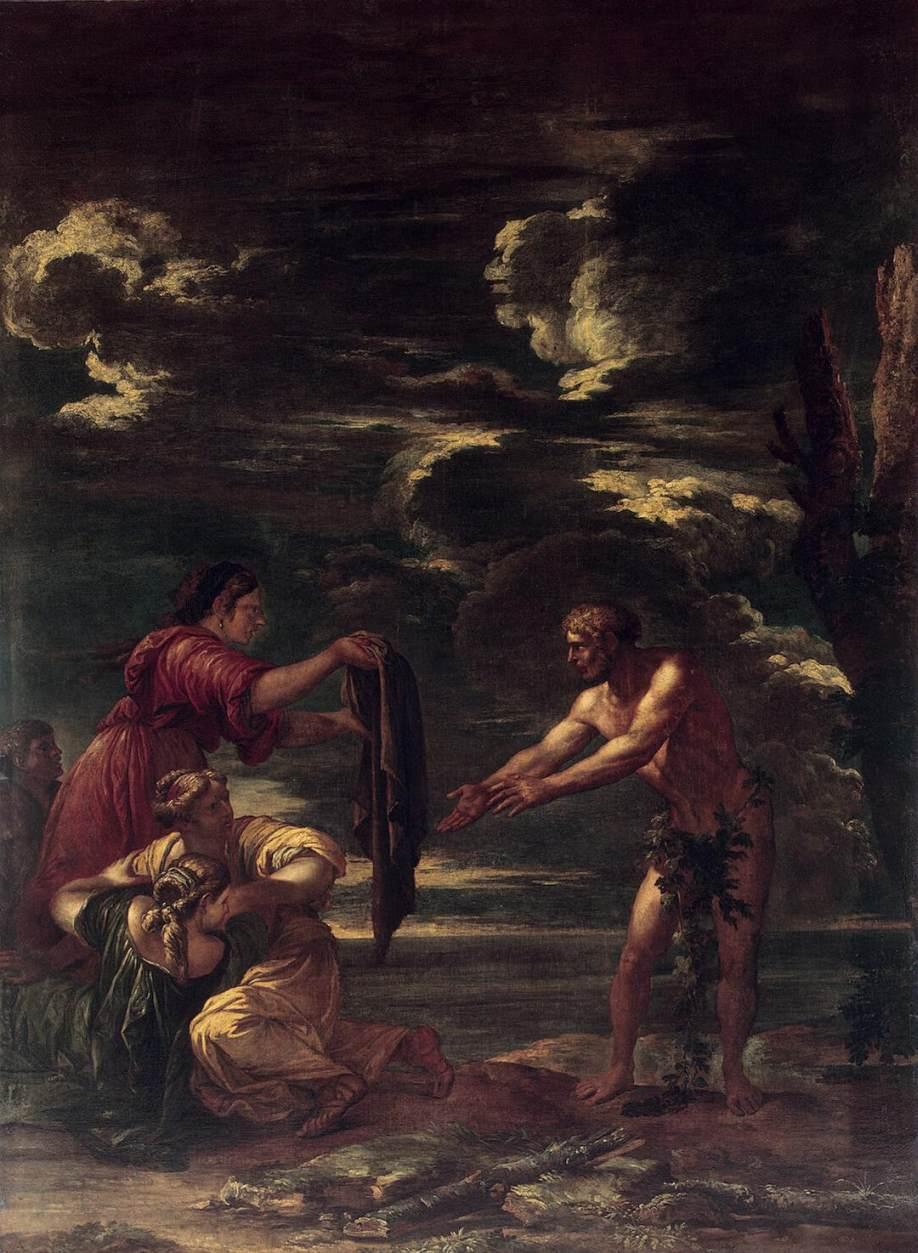
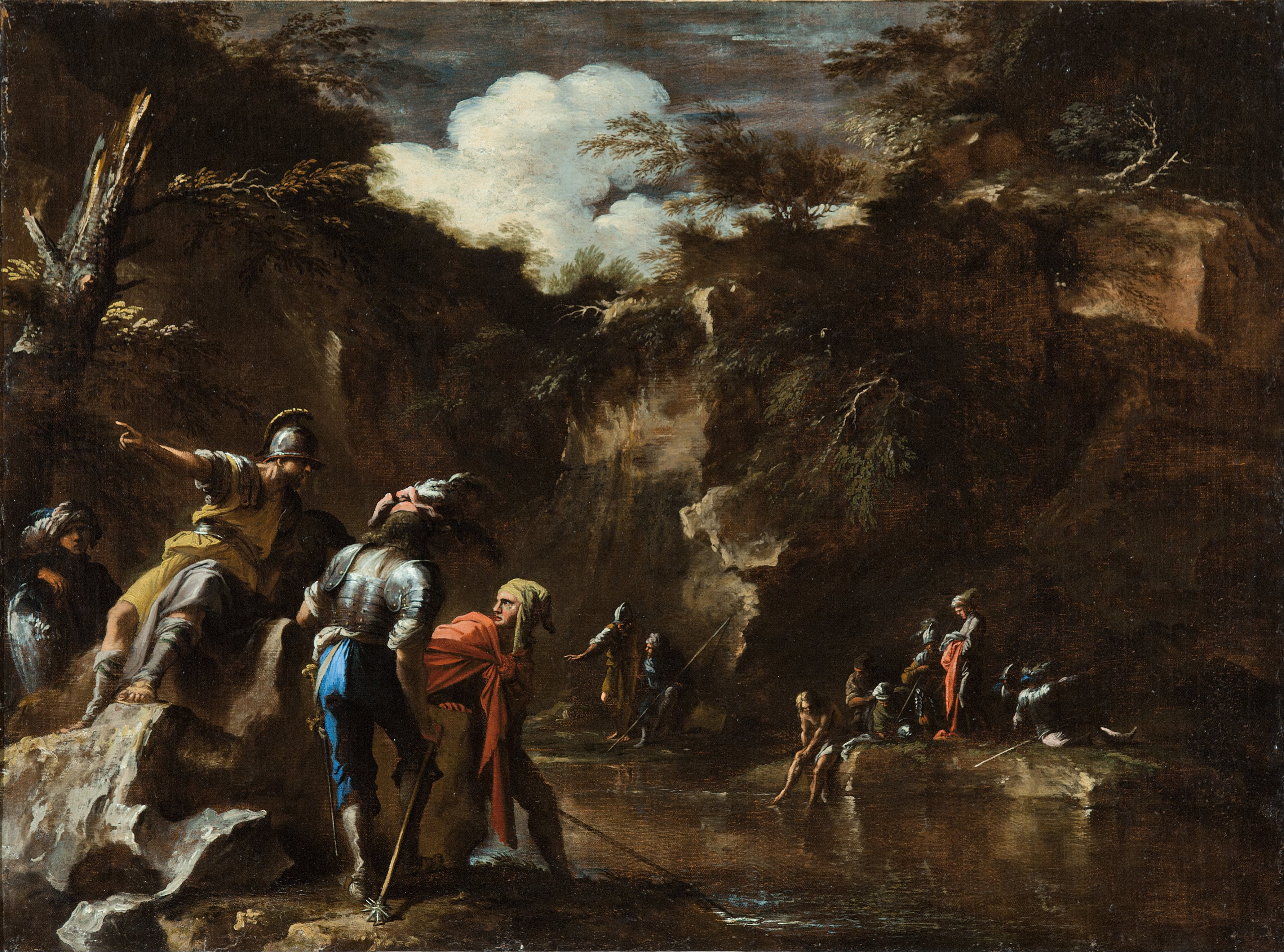
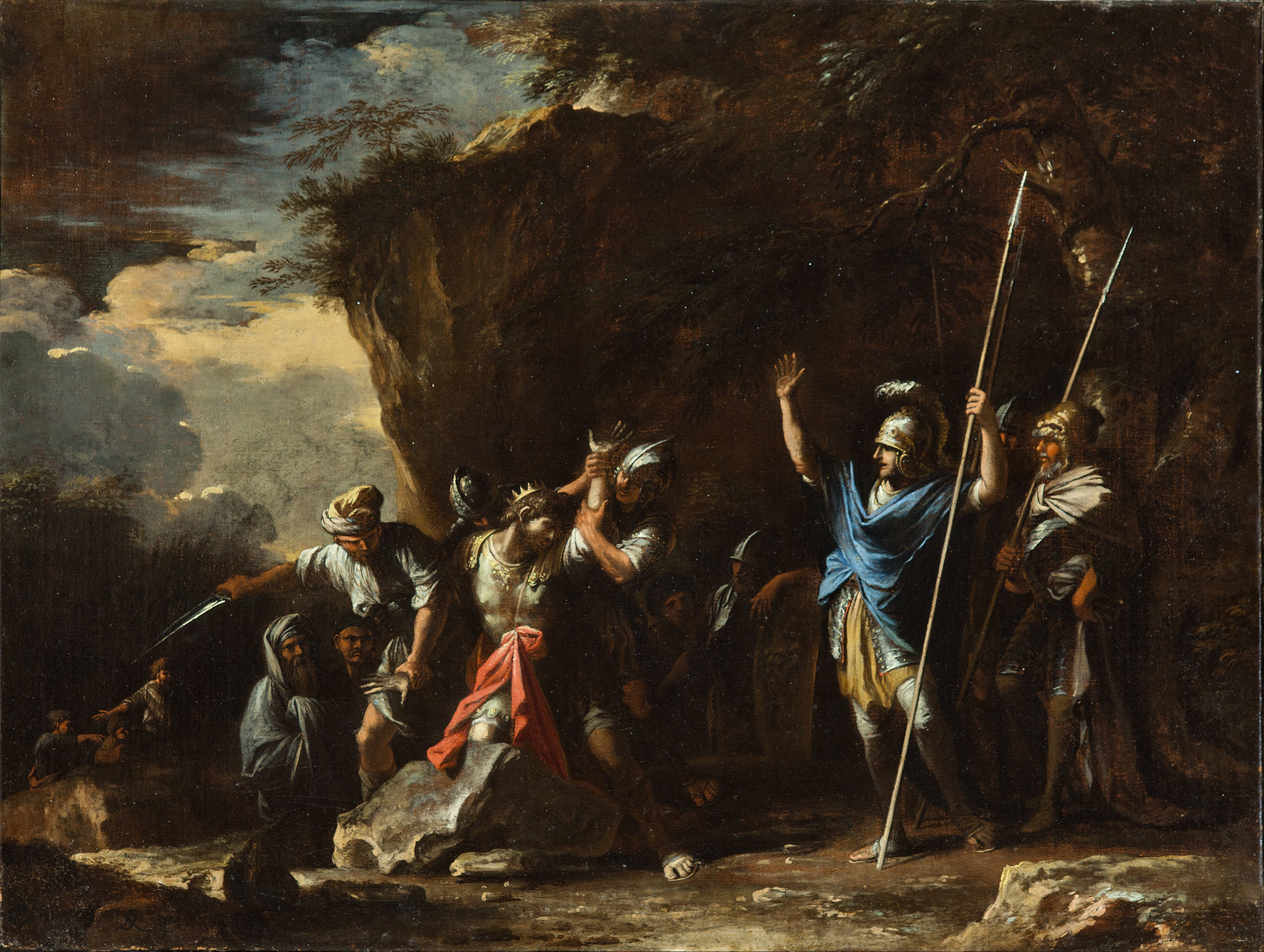
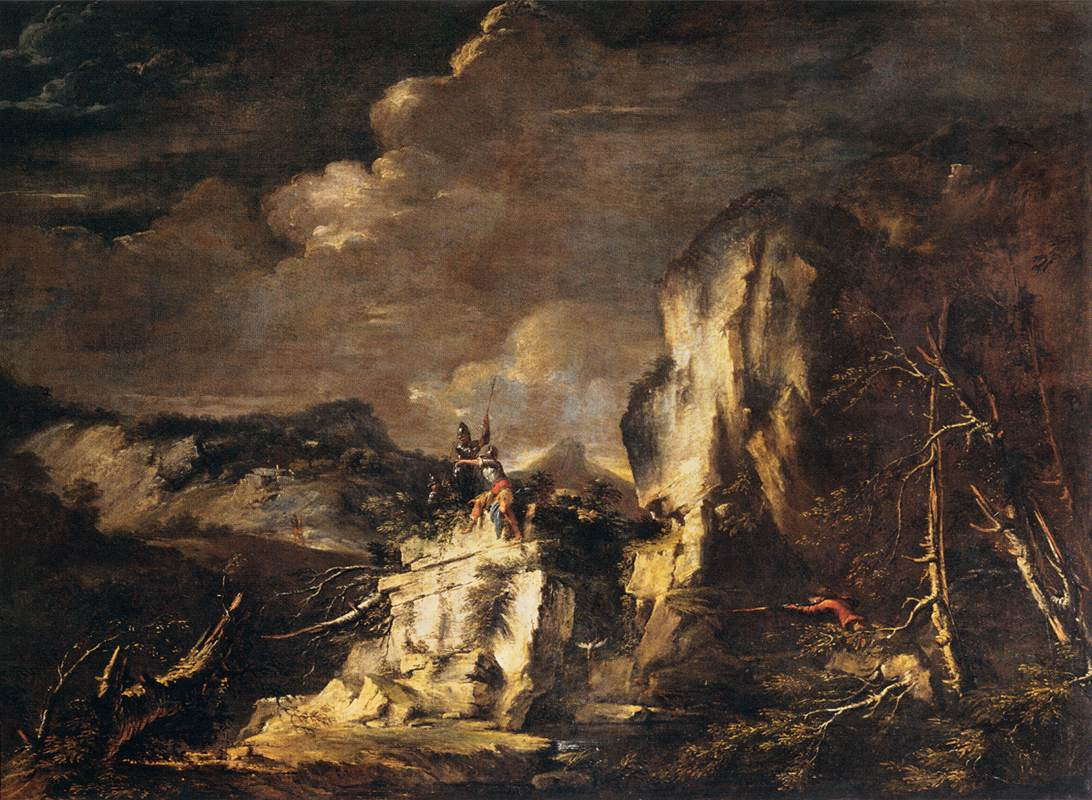
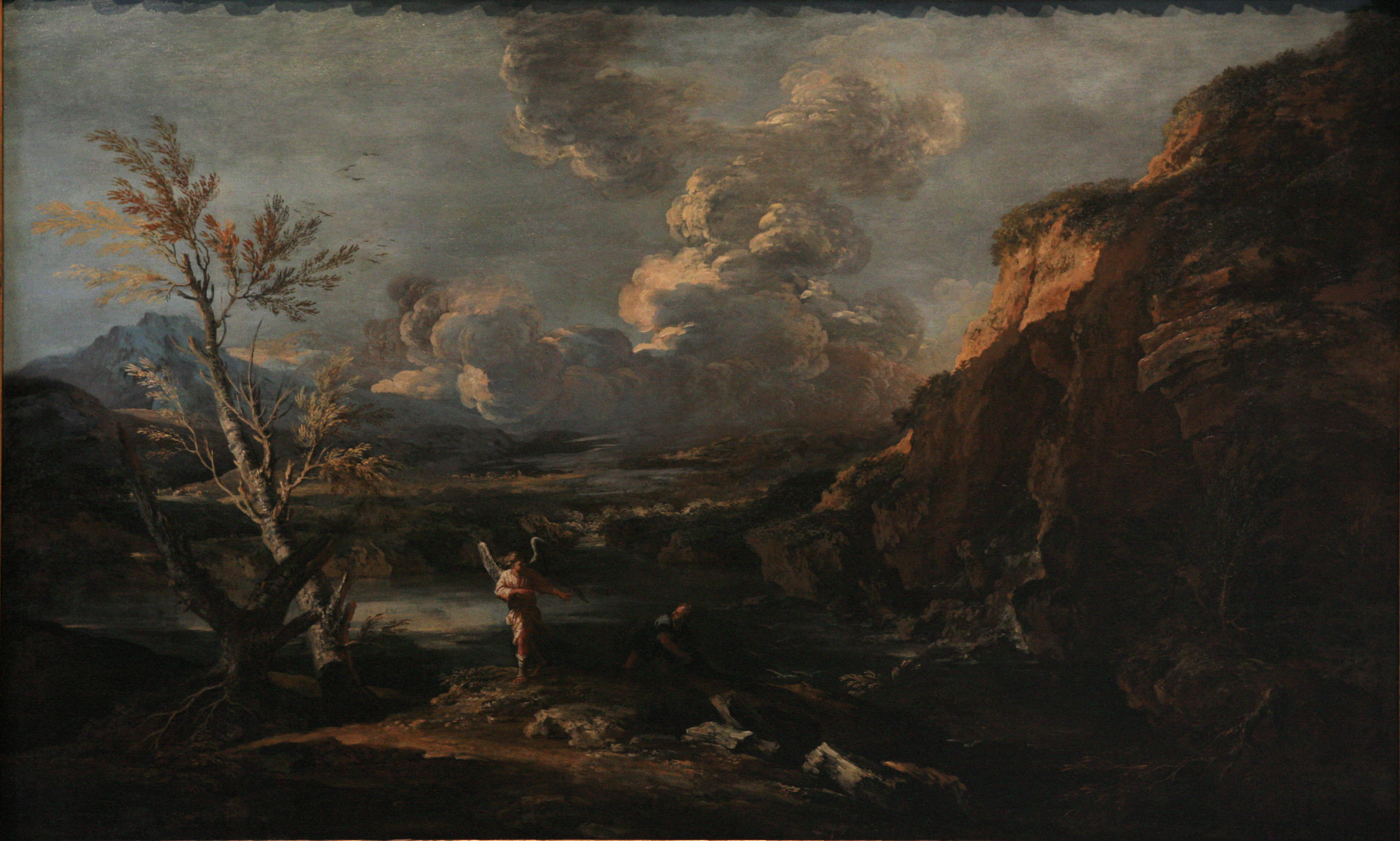

- مناظر طبيعية , 1639-1645

- السحرة والصور الذاتية , 1639-1645

- المعارك , 1646-1649

- الفلسفة , 1646-1660

- المناظر الطبيعية في روما , 1646-1660

- أساطير وحكايات من روما , 1646-1660

- بعد روما , 1660